# 九五式軽戦車
九五式軽戦車（きゅうごしきけいせんしゃ）は、1930年代中期に大日本帝国で開発・採用された戦車（軽戦車）。秘匿名称「ハ号」※「九十五式軽戦車」、「ハゴ」、「ハゴ車」は誤り。正しくは「はごう」。（「イ号」は八九式中戦車、「ロ号」は九五式重戦車）。
日本戦車としては最多の2,378輛が生産され、九七式中戦車 チハ（チハ車）とともに第二次世界大戦で活躍し、日本軍の代表的な軽戦車として知られている。

## 背景

### 八九式から九五式への経緯
1920年代後半に開発・採用された、日本初の国産量産戦車である八九式軽戦車（後の八九式中戦車）は、本来日本陸軍が英国からの購入を求めたヴィッカース中戦車 Mk.I（11.7t）や、その代わりの参考用に輸入したビッカースC型中戦車（11.5t）のように、1920年代当時の世界水準に合わせて10t程度の戦車として開発された。改修を重ねたため、最終的に車重11.8ｔとなったため、昭和９年頃に改称して八九式中戦車となり、昭和10年にディーゼルエンジンを搭載する[乙型]の登場で[甲型]と呼ばれるようになる。スペック上では良道を最高速度 25km/h で走行することが可能だった。この最高速度は、同時期の欧米戦車（ソ連のT-18、米国のT1中戦車、英国のヴィッカース中戦車 Mk.II）などと比較しても同等水準であり、むしろ陸軍が研究用に輸入していたフランスのルノー甲型・乙型（ルノーFT-17軽戦車・NC27軽戦車）と比べれば速い方であった。
この頃の陸軍部内では機械化部隊の創設を模索している最中であり、戦車としての性能という観点から見れば一定の水準に達していたため、採用時点では大きな不満はなかった。しかし、1930年代になると技術力の向上によりトラックを含む自動車の最高・巡航速度も上がり、実際に運用した際、八九式の25km/hですらトラックの40km/hに追いつけず、不十分となった。また欧米では、1930年代に各国に広く輸出されたヴィッカース 6トン戦車（1928年）や、ソ連の快速戦車BT-2（1931年）が登場するなど、従来より高速を発揮可能な新型戦車が配備されるようになった。さらに八九式は中国戦線における悪路、路外での投入では最高速度を発揮できず、8km/h ～ 12km/h 程度が実用速度となった。このような機動力では、最前線で歩兵部隊に随伴し支援を行うには問題ないが、路外で追撃戦を行うのには遅過ぎた。1933年（昭和8年）の熱河作戦にて最高速度 25km/h の八九式軽戦車は次々と脱落し、最高速度 40km/h の九二式重装甲車が活躍したこともあり、トラックとの協同作戦行動ができる戦車の必要性を痛感した陸軍は、機械化部隊と騎兵装甲車隊の核心となる、機動力に富んだ「機動戦車」の開発を開始した。また、船舶輸送や揚陸、渡河などの日本軍の戦車運用能力という観点から見た場合、10t前後という重量は決して運用できない数値ではなかったが、日本軍の運用に適した重量は、6t前後であることが判明した。

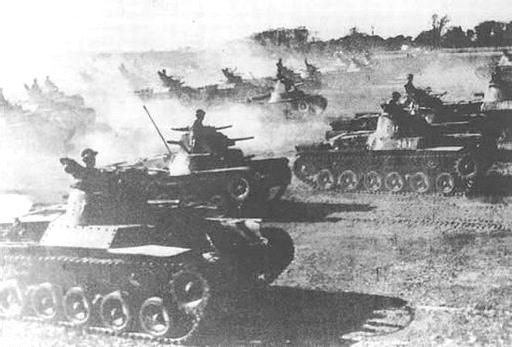
九五式軽戦車と九七式中戦車（旧砲塔）からなる機甲部隊

1933年の作戦や実戦の戦訓から機動力を重視するようになった日本陸軍にとって、八九式は遅く、重く、運用しづらいなど、「軽戦車としては」失敗作となってしまった。
ただし、八九式は1920年代の思想で作られた戦車であり、設計時期も1928年からと遅かったことも影響した。結果的に1930年代の戦車の高速化の時代に対応できず、一世代遅れの戦車となってしまった。

また、主力となる新型戦車は、ある程度の数を揃える必要性と財政上の理由からも、安価な軽戦車とすることが決まっていた。こうして上述の要求（軽くて速くて運用しやすい）を基に、八九式「軽戦車」の後継の、機甲戦力の主力となる戦車として、九五式軽戦車は開発された。1935年（昭和10年）の九五式軽戦車の採用に合わせ、重量の増えた八九式は新たに中戦車の区分（10tより上～20t以内）を設けた上で中戦車に再分類された。同時に重戦車の分類基準も引き上げられた。

### 九五式の導入
こうして1920年代後半の「軽戦車（主力・多数）と重戦車（補完・少数）の二本立て」で戦車隊を整備するという日本陸軍の構想は、1930年（昭和5年）を境に大きく転換し、最新の軽戦車と豆戦車が研究用に輸入され、1930年代前半の「軽量化と高速化」の要求に対応し、1935年（昭和10年）に重戦車が中戦車に置き換えられて「軽戦車と中戦車の二本立て」となり、暫定的に「九五式軽戦車（40km/h）と八九式中戦車（25km/h）」の組み合わせを経て、1937年（昭和12年）に「九五式軽戦車（40km/h）と九七式中戦車（38km/h）」の組み合わせでようやく達成されるのと同時に、戦車に対する方向性が確立されることとなった。
九五式軽戦車は軽量・快速だが小型・軽装甲であり37mm戦車砲の榴弾の威力が小さい（危害範囲が狭い）ので、本車を補完するために、八九式「中戦車」の後継として、八九式よりも最高速度と装甲厚を増した九七式中戦車が開発された。榴弾の威力が大きい（危害範囲が広い）が装甲貫徹能力に劣る短砲身57mm戦車砲を搭載した九七式中戦車は、「火力支援戦車」「歩兵支援戦車」の色合いが濃い物であった。
よく誤解されがちであるが、「九五式軽戦車があまりに非力で主力になれない失敗作だったので、代わりに九七式中戦車が開発された」わけではない。また、「中戦車である九七式が主力となる戦車で、軽戦車である九五式が補助となる戦車」という見方は、第二次世界大戦後半の、軽戦車が陳腐化した状況からの間違った見方である。開発当時はあくまでも九五式軽戦車こそが主力であり、九七式中戦車はそれを補完する存在であった。いわば両車は、ドイツ陸軍のIII号戦車とIV号戦車、イギリス陸軍の巡航戦車と歩兵戦車のような関係であった。
こうした日本陸軍の戦車運用に関する戦闘教義が変化するのは、試製九八式中戦車に試製四十七粍戦車砲を搭載することによって、中戦車にも強力な対戦車戦闘能力を求めるようになった、1938年（昭和13年）頃からだと考えられる。

## 開発

### 日本版 6トン戦車 の開発

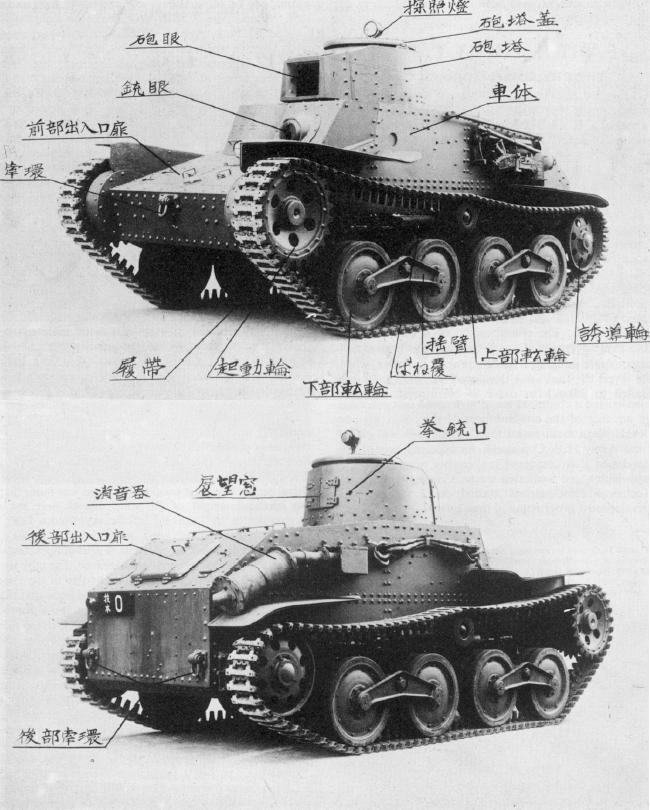
改修型試作車。起動輪と誘導輪に軽量化のための肉抜き穴があることや、誘導輪に歯が無いことが確認できる。車体側面にバルジが無い、砲塔に車長展望塔が無い、砲塔後部に機関銃が無い、砲塔形状が円錐台状、機銃手席前面の傾斜角度、機関室上部両側面の傾斜が無い、機関室上部右側面の排気窓が無い、砲塔上面の探照灯、車体後部の出入口扉など、量産車との違いが確認できる。主砲操作メカニズムや、消音器を車体右側面に配置するなど、ルノー軽戦車の影響がみられる。

本車は日本において初めて、設計および試作段階から、民間企業（三菱重工業（1934年（昭和9年）から。開発開始時は三菱航空機））によって開発された戦車である。九五式軽戦車の開発のそもそもの契機は、関東軍による機械化実験部隊（後の独立混成第1旅団）の編成計画とされる。開発開始前年の1930年（昭和5年）に研究用にヴィッカース 6トン戦車E型 Type A（双砲塔型）1輌を輸入し、1931年（昭和6年）9月に千葉の陸軍歩兵学校が関東軍の要望を基に｢歩兵戦闘用軽戦車｣の研究要望案を提出、1931年（昭和6年）から研究が始まった。
1932年（昭和7年）に陸軍技術本部に軽戦車開発の要望の具体的な概要が提示されたが、満州事変の一環として熱河作戦（1933年（昭和8年）2月23日～5月31日）が行われたことを受け、「機動戦車」の開発要請が出された。同年6月に設計開始、9月までに設計完了、試作車1輌の製造が発注され、翌1934年（昭和9年）6月に最初の試作車（試作1号車、第一次試作車）が完成した。この試作1号車には車体側面のバルジと車長展望塔と砲塔後部機関銃が付いておらず、砲塔上面に横開き式のハッチが設けられ、誘導輪（アイドラーホイール）に歯（スプロケット）が付いていた。試作1号車は千葉県の富津射場などでの射撃試験、碓氷峠など関東平野各地で走行距離710kmの運行試験が行われた。最大速度は43km/hを発揮したが、重量が7.5tを超過したため軽量化されることになった。
1934年（昭和9年）10月に重量を1t減らした改修型試作車が製造され、翌1935年（昭和10年）11月に、車体側面のバルジと、前後に開くハッチを持った車長展望塔が追加された、第二次試作車が3輌完成した。この間、騎兵・戦車部隊での各種試験が行われた。12月16日に「試製6t戦車」は「九五式軽戦車」として仮制式化（仮制定）された。翌1936年（昭和11年）11月に量産車と同じく砲塔後部に機関銃が追加された増加試作車が完成し、満州で寒冷地試験が行われた後、制式採用された。生産は1936年（昭和11年）から始まり、1943年（昭和18年）9月の生産終了までに、生産数は三菱重工業の自社工場（大井、丸子）で約半数弱、その他、相模陸軍造兵廠、日立製作所、新潟鐵工所、神戸製鋼所、小倉陸軍造兵廠などで残りの約半数強。

## 設計

### 構造

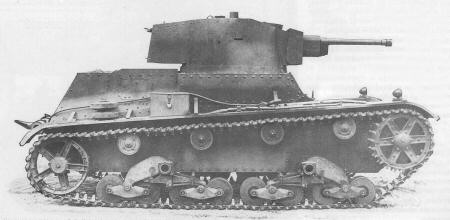
ポーランドが独自の改良を施しライセンス生産した6トン戦車である7TPの単砲塔型。空冷水平直列4気筒ガソリンから液冷直列6気筒ディーゼルに換装したことで、九五式軽戦車と同じく、機関室が戦闘室と同じ高さになっている。

九二式重装甲車では溶接構造が採用されたが、溶接構造は衝撃に弱く、着弾の衝撃で溶接部が割れてしまうこととがあったため、九五式軽戦車では信頼性が高い鋲接構造が採用された。・・・と、誤解されてきたが、実は、九二式重装甲車以降の日本戦車（特にここでは、鋲接構造であると誤解されてきた九五式軽戦車と九七式中戦車のこと）は、車体も砲塔も、基本構造は、一部部品を除き、ほぼ溶接構造であった。リベット・ボルト類は、（例えばブラケット（補強材）や砲弾ラックなどの）車内部品を、装甲を貫通して外部から取り付けるための物であった（溶接と鋲接の併用）。つまり、九二式重装甲車の溶接構造から、九五式軽戦車と九七式中戦車では鋲接構造に技術的に後退し、そして一式中戦車で溶接構造に戻った、とする従来の説は、誤りである。
3人乗りの小型の車体に全周旋回可能な37mm砲という組み合わせは、開発当時には世界的に見て標準的なものであった。ただし、採用された九四式三十七粍戦車砲は、歩兵砲である狙撃砲の改良型であり、長砲身化したものの砲尾等の強化はされず、同時期に開発・採用された対戦車砲・九四式三十七粍砲のような初速の高い弾薬筒は使用できなかったため、同時代の同口径の戦車砲を装備した他国の戦車、及び同口径の対戦車砲全般に対して本車は装甲貫徹力の面で大きく劣ることとなった。後に九四式三十七粍砲の弾薬筒をそのまま利用できる九八式三十七粍戦車砲を搭載するようになったが、当時既に九四式三十七粍砲自体がアメリカ陸軍の強力なM3軽戦車などの当面の目標に対して貫徹力不足であり、劣勢が変わることはなかった。九四式/九八式三十七粍砲は、高低射界は仰角20度、俯角15度で、方向射界は砲塔を旋回させることなく主砲を左右に10度ずつ旋回することができる機構を取り入れていた。砲の俯仰旋回は車長兼砲手が肩に当てたパッドを使って行った。
九四式戦車砲の左下基部には旋回ハンドル（旋回転把）があり、これを用いて砲塔旋回を行う他、車長兼砲手の肩を主砲に当ててより早く旋回させることもできた。
砲塔はヴィッカース 6トン戦車E型 Type B 単砲塔型のように、車体左寄りに偏って配置されていた。これは主砲が砲塔右寄りに偏って装備されているためで、砲身を車体中心軸に合わせるためであった。この砲塔を偏らせて配置する方式は、以後、九五式軽戦車の設計の拡大版である九七式中戦車系列（九七式中戦車・九七式中戦車新砲塔・一式中戦車・四式中戦車試作車）にも引き継がれる、日本戦車の特徴のひとつとなる（ただし九五式軽戦車とは反対側の車体右寄りである）。
また、車内レイアウトは人間工学的には無理があり良好とは言えず、特に狭い砲塔には前方の37mm砲に加え、後部に車載機関銃が詰め込まれ、その両方の装填から射撃までを車長一人で操作しなければならなかった。そのため現場では砲塔後部の車載機関銃を降ろして搭載しない車輌も多かった。
  - 高射托架に車載機関銃を装着した九五式軽戦車。高射托架は車長展望塔内側のパイプ状の台座に差し込んで立てる。
当初、日本陸軍の戦車には、無線機が装備されておらず、戦車間の相互連絡や命令伝達の通信手段は赤白の手旗や手信号に頼っていた。しかし、この方式だと、情報量が限られ、目視できる範囲にしか伝わらないので、夜間は使用できず、また昼間であっても霧や雨の気象条件で見え方が左右され、展望塔ハッチから身を乗り出す車長の防御上からも、問題があった。そこで、1937年（昭和12年）頃から、無線機の小型化が進んだことで、試験的に一部の八九式中戦車や九五式軽戦車に無線機が装備された。九七式中戦車では無線機が標準装備となった。無線機は機銃手が操作を担当した。無線機は電信と電話の両方が可能であった。
車体の外側には外板を固定する鋲の頭が露出しているが、その内、車体後面の1個は車内の操縦席の左にある警報器のブザーを鳴らす押しボタンとなっており、ハッチを閉めた状態での、車外からの連絡に使われた。車外の兵士が車内に警報を発したり（危険を知らせたり）、車長を呼び出すだけでなく、モールス信号や符牒などで通話ならぬ通信に用いられた可能性も考えられる。これは、第二次世界大戦中頃から現在まで米英戦車に装備されている、「車外（車上）電話機」と同様の役割であった。
- - 車体後面左側ナンバープレートの右にある、リベットに偽装した、車内との連絡用ブザーの押しボタン

### 機動力
本車は八九式中戦車乙型の「三菱A六一二〇VD」（イ号機とも呼ばれる）をコンパクト化した、「三菱A六一二〇VDe」（「ハ号機」とも呼ばれる）空冷直列6気筒ディーゼルエンジンを搭載した。「A」は「空冷 Air-Cooled」、「六一二〇」は「6気筒120馬力」、「V」は「縦型＝垂直（シリンダー）＝Vertical＝直列」、「D」は「ディーゼル Diesel」の意味である。エンジンの始動用に、始動電動機（セルモーター）兼発電機（ダイナモ）が付いていた。人力始動装置用ハンドル（スターティング・ハンドル）は、廃止されており、付いていなかった。寒さなどで、バッテリーが弱るなど、エンジンのかかりが悪い時には、「押しがけ」することもあった。エンジンは車体後部右側に偏って配置された。消音器と排気窓も車体上部の右側面に配置された。エンジン左側には空間があり、戦闘室と機関室の隔壁の左側に連絡扉（アクセスハッチ）が設けられ、車内からエンジンの簡易な点検整備ができるはずであった。試作車の車体後部には大型の出入口扉があったが量産車では廃止され、量産車では機関室上面左側の鎧窓が脱出口を兼ね、そこから緊急脱出できるはずであった。しかし、実際にはエンジン左側の空間が狭過ぎて人が出入りできなかった。量産車の車体後部にある小さな点検窓は、オイルタンク用である。その左上にはスライドカバー付きの給油口がある。起動輪は前方に、誘導輪は後方にある、前輪駆動方式であった。足回りには九四式軽装甲車から導入された「シーソー式サスペンション」を採用した。転輪は中型の物を片側4個、支持輪は片側2個であった。履帯幅は250 mmであった。
 - 戦闘室と機関室の隔壁の連絡扉
本車は、最大速度25 km/hの八九式中戦車から大きく速度向上を果たし、トラックとの協同作戦行動が可能な最大速度40 km/h以上の速度を発揮できた。試作車は重量が7.5 tを超過した状態であったが最大速度43 km/hを発揮している。6.5 tに軽量化された改修型試作車は最大速度45 km/hを発揮した。

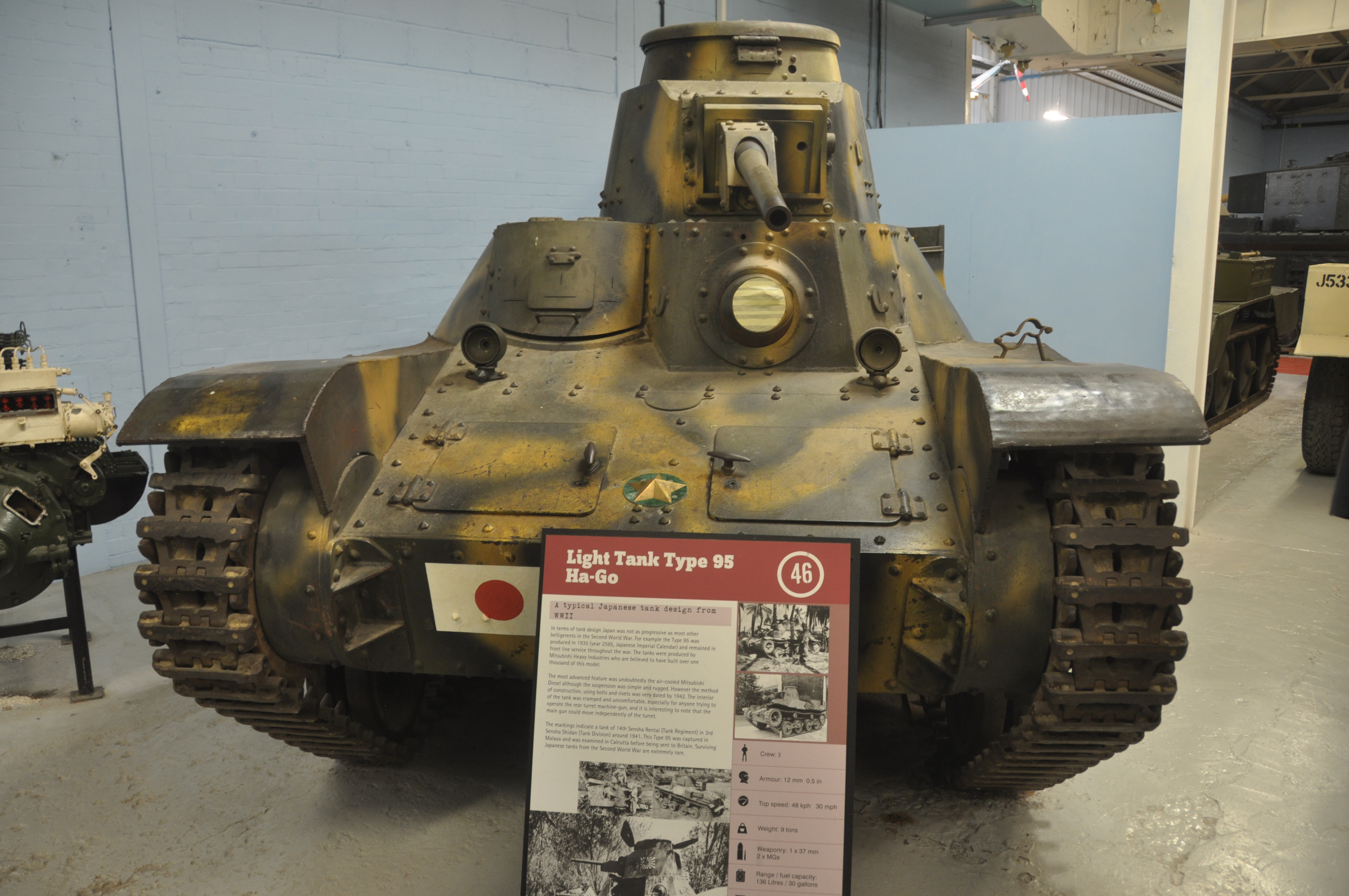
英国ボービントン戦車博物館に展示される九五式軽戦車

連合国に鹵獲された本車は最大速度40 km/h以上の速度が記録されており、1945年8月の米軍の情報資料では速度性能を時速28～30マイル(約45～48 km/h)としている。当時の連合軍の記録映像によればスチュアート軽戦車（英軍のアメリカ製M3A3軽戦車）と直線区間4/10マイル(約644 m)を競争した結果「我が方の戦車(M3A3軽戦車)は50秒、九五式軽戦車は55秒。我が方の戦車が10％速い。」としている。なお英国ボービントン戦車博物館に展示されている九五式軽戦車の解説パネルには「最大速度30マイル（約48 km/h）」と記載されている。なお、実際に運用していた日本兵の話には、「エンジンのガバナー（調速機。エンジンの過回転を防止する装置）を外せば、（平坦地で）60 km/h以上出せた」というものもある。
軽量化とディーゼルエンジンの採用により、航続距離は250 km（航続10時間）となっている。
 - 九州大学「内燃機関研究室」からNPO法人「防衛技術博物館を創る会」に寄贈された、神戸製鋼所製「三菱A六一二〇VDe」

### 攻撃力
本車の前中期型には九四式三十七粍戦車砲が搭載された。弾頭と薬莢が一体となった完全弾薬筒式である。弾薬は軟目標射撃用の榴弾として九四式榴弾・一式榴弾、硬目標射撃用の徹甲弾として'九四式徹甲弾・一式徹甲弾を使用する。また、演習弾として九四式榴弾代用弾・九四式徹甲弾代用弾を使用できる。九四式三十七粍砲と同じ弾頭を使うものの薬莢は短いものを使用し、弾薬筒レベルでの互換性はない。また、装薬量も少なく、初速が遅いため装甲貫徹能力は同砲より劣っていた。
九四式三十七粍戦車砲は、ルノー軽戦車に搭載されていた旧式化した狙撃砲の後継と言えるものであり、同年に制式化された九四式三十七粍砲のような初速の高い弾薬は使用できなかったため、同時代の同口径の戦車砲を装備した他国の戦車、及び同口径の対戦車砲全般に対して装甲貫徹力の面で大きく劣ることとなった。ただし、歩兵砲由来の戦車砲を搭載したことによる貫徹力不足は、同じく37mm歩兵砲由来の主砲を搭載したフランスのルノー R35軽戦車などと共通する問題点とも言える。ただし、後期型では九四式三十七粍砲と同一の弾薬筒を使用する九八式三十七粍戦車砲が搭載され、装甲貫徹能力が向上させるなど対策が行われており、R35もスペイン内戦の戦訓を受け、結果的にフランス降伏までに全車両の換装は間に合わなかったものの、1939年から既存車両の主砲の換装を行うなど、九五式と似たような対策がとられており、この点については九五式特有の問題というわけではない。
九八式三十七粍戦車砲は、九四式三十七粍砲や一〇〇式三十七粍戦車砲と弾薬は同一であり共用可能であった。九八式三十七粍戦車砲と貫通威力が近似するとされる（弾薬筒が共用であり初速の差が約15m/s程度）九四式三十七粍砲の場合、九四式徹甲弾の装甲板に対する貫徹能力は350mで30mm（存速575m/s）、800mで25mm（同420m/s）、1,000mで20mm（同380m/s）であり、一式徹甲弾（全備筒量1,236g）の貫徹能力は第一種防弾鋼板に対して射距離1,000mで25mm、砲口前（距離不明、至近距離と思われる）では50mmであった。
また1942年5月の資料によれば、九八式三十七粍戦車砲と貫通威力が近似するとされる九四式三十七粍砲は、試製徹甲弾である弾丸鋼第一種丙製蛋形徹甲弾（一式徹甲弾に相当）を使用した場合、以下の装甲板を貫通するとしている。
- 200mで49mm（第一種防弾鋼板）/28mm（第二種防弾鋼板）
- 500mで41mm（第一種防弾鋼板）/24mm（第二種防弾鋼板）
- 1,000mで31mm（第一種防弾鋼板）/16mm（第二種防弾鋼板）
- 1,500mで23mm（第一種防弾鋼板）/15mm（第二種防弾鋼板）

九四式三十七粍砲を鹵獲したアメリカ旧陸軍省の1945年8月の情報資料によれば、垂直装甲に対して射距離0ヤード（0m）で2.1インチ（約53mm）、射距離250ヤード（約228.6m）で1.9インチ（約48mm）、射距離500ヤード（約457.2m）で1.7インチ（約43mm）を貫通するとしている(ただし使用弾種は九四式徹甲弾となっているが、貫徹威力が日本側の一式徹甲弾のデータと近似していることから、米側の表記ミスか双方の徹甲弾を混同した可能性がある。)。
なお、九四式三十七粍戦車砲用に配備された一式徹甲弾（全備筒量1,056g）は、九八式三十七粍戦車砲・一〇〇式三十七粍戦車砲・九四式三十七粍砲用の同弾（全備筒量1,236g）と弾頭は共通であるが薬莢長が短く、初速が低いため装甲貫徹能力も低下している。
したがって九八式三十七粍戦車砲を装備した後期型の本車であっても、M4中戦車の車体側面・後面（装甲厚約38mm）やM3軽戦車の正面装甲に至近距離から正撃に近い形で命中させなければ貫通は困難と思われる（ただし、後述する実戦での事例においてM4中戦車を撃破した可能性のある事例が存在する）。
これらの徹甲弾はいずれも弾頭内に炸薬を有する徹甲榴弾(AP-HE)であり、貫徹後に車内で炸裂して乗員の殺傷及び機器の破壊を行うのに適していた。
なお、日本軍の対戦車砲全般に対し、貫徹能力の低さについて「当時の日本の冶金技術の低さゆえに弾頭強度が低く徹甲弾の貫徹能力が劣っていた」と揶揄されたり、徹甲弾弾頭の金質が悪かったという指摘、装甲板に当たると弾頭が砕けたり滑ってしまうため、貫徹力が発揮できなかったという指摘がある。九四式三十七粍砲・九四式三十七粍戦車砲で使用された九四式徹甲弾や、九〇式五糎七戦車砲・九七式五糎七戦車砲で使用された九二式徹甲弾等は、弾殻が薄く内部に比較的大量の炸薬を有する徹甲榴弾(AP-HE)であり、厚い装甲板に対しては構造的な強度不足が生じていた。後にこの点を改善した一式徹甲弾が開発・配備されることとなった。なお、九四式徹甲弾も制式制定当時の想定的（目標）に対しては充分な貫通性能を持っていると判定されて採用されたものである。後に開発された一式徹甲弾では貫徹力改善のために弾殻が厚くなっている。

九五式軽戦車は、ライバルであるソ連のT-26軽戦車やBT戦車と比較して、重大な欠点があった。それは、T-26とBTが強力な45 mm戦車砲を搭載していること以前の問題である。それは、乗員数はどれも3名であるが、九五式が1人用砲塔であるのに対し、T-26やBTは2人用砲塔であった点である。これは、九五式の車長が、ワンオペにより、周辺警戒と戦闘指揮と砲と砲塔銃の操作に忙殺されることを意味した。そして事実、どれも満足に行えないか、どれかに専念すれば他が行えなくなるという結果となった（試製中戦車 チニを参照）。
九五式もT-26も、ヴィッカース 6トン戦車を基に開発されており、オリジナルの6トン戦車は、乗員3名で、車体1名、砲塔2名であり、T-26も同様であるのに対し、九五式は車体2名、砲塔1名である。これは、九五式が、ルノーFT以来の1人用砲塔（砲操作は肩当式による。同軸機銃の装備は不可）を引き継ぎ、車体前面左側に前方機銃と機銃手を設けてしまったためである。6トン戦車とT-26では砲塔の砲右横に前方機銃を設けている。
ただし、対歩兵用装備として見れば、車体前方機関銃に専任機銃手の方が、同軸機銃よりも、即応性や射角の操作や命中率において、優れていることは明らかである。同軸機銃は左右の射角の操作に砲塔ごと（当時は人力でゆっくりと）動かさなけれなならない。また、日本陸軍における機関銃の主な運用方法は弾薬を節約できる狙撃であり、命中率を重視していれば、なおさらであった。よって、対歩兵用戦車である九五式が、車体前方機銃を採用したことは、一概に間違いとは言えない。
この1人用（ワンマン）砲塔に起因する実際の戦闘力の低さという根本的問題は、日本の軽戦車として初の2人用砲塔と同軸機銃を採用した、次作の九八式軽戦車で解消されることになる。しかし、その九八式軽戦車も、その改良型である二式軽戦車も、少数しか生産されず、日本は、戦闘力の低い九五式軽戦車のままで、大東亜戦争を戦うことになる。

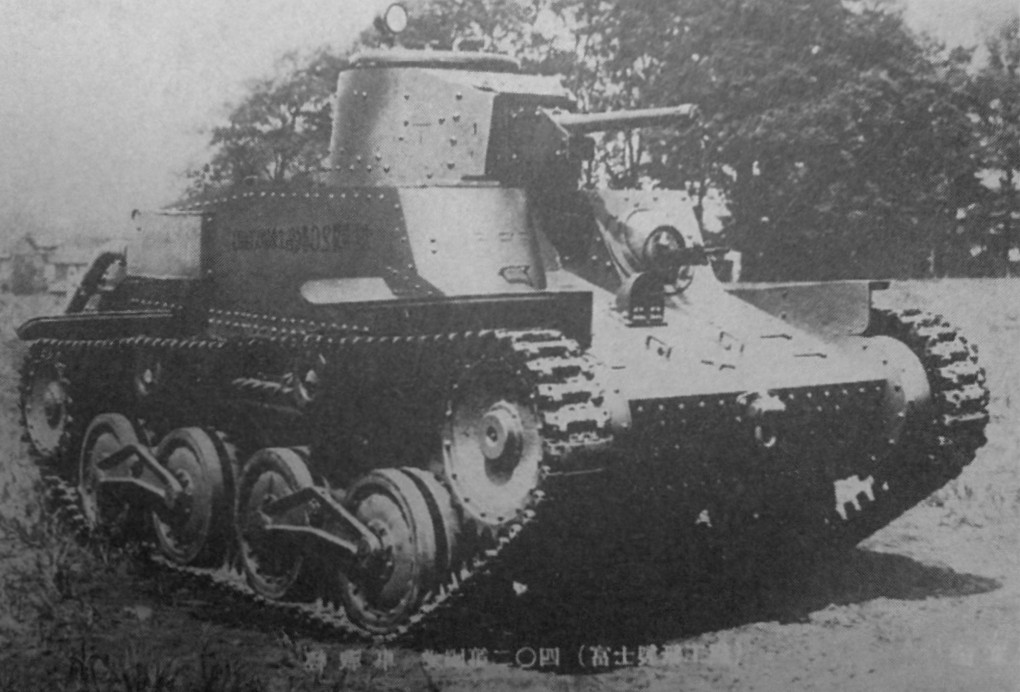
第一次試作車。起動輪と誘導輪に肉抜き穴が無い。誘導輪に歯がある。

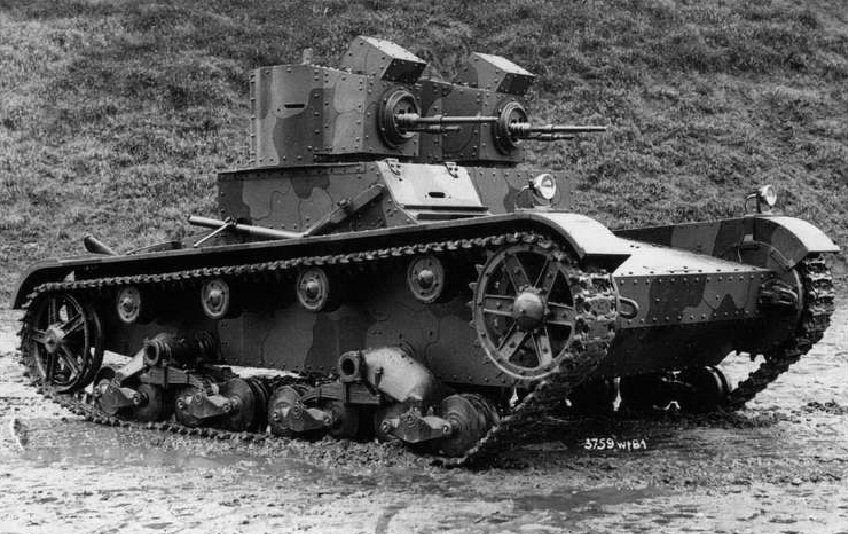
日本が輸入した物と同型の、6トン戦車E型 Type A。6トン戦車の車体を、バルジの無い第一次試作車と比較すると、垂直の車体側面、操縦席が右側など、両車は非常によく似ている。

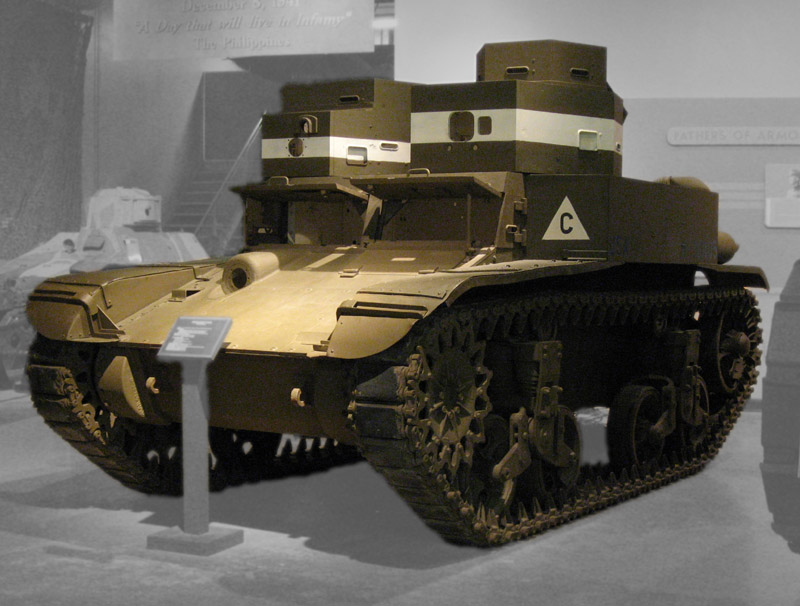
双砲塔型のM2A2軽戦車。6トン戦車E型 Type Aや第一次試作車と、非常によく似ている。操縦席は左側である。

### 防御力
装甲については用兵者側でも評価が分かれていた。1935年（昭和10年）12月の第13回審議会において、騎兵科では、自動車と行動できる機動力を確保するため、防御力が若干落ちてもやむをえず、装甲の弱さは機動性を生かした総合的な防御力で補えばよいとした。他方、歩兵科系列の戦車部隊は、機動力・武装は十分だが装甲については現状では不十分で、このままでは戦車としての価値は低く、せめて装甲厚30mmは欲しいと主張した。これは1,000mの距離からの37mm対戦車砲にギリギリ抗堪できる装甲厚であった。最終的には、本車の当初の開発意図である「機動戦車」としては12mmの装甲厚で十分との結論が下された。これは7.7mm鋼芯弾にギリギリ抗堪できる装甲厚であった。歩兵科側の要求は、別途開発される戦車（九五式重戦車や九七式中戦車）において実現させる意図から、九五式軽戦車の性能は潔く割り切ったものと考えられる。

なお、小銃弾にも耐えられないという問題に対しては、第二次試作車から車体側面の砲塔基部に避弾経始に優れたバルジ（張り出し）状の装甲を追加する改良が行われ、量産車からは第二次試作車よりも大型のバルジが採用された。バルジは左右対称ではなく、左右で微妙に大きさが異なっていた。前照灯は戦闘時の被弾による破損を避けるため、不使用時は180度回転させることができた。
それよりも、同時期に登場した他国の37mm程度の砲を装備した軽戦車（ルノーR35、BT-5、LT-38など）が概ね10t前後の車重を有したのに対し、本車はそれより一回り少ない約7tに制限されたことは、本車の限界を決定付けた主要因となった。これは日本は島国であるが故に、戦車を国外に移動させる時は船舶を用いざるを得ず、当時の標準的な港湾設備や船載クレーンの能力から、重量を6t以内に収めることが要求されたことによる選択であったとも言われる。また、当時の日本の技術力では高出力軽量の戦車用ディーゼルエンジンが開発できず、エンジン重量がかさんだこともあり、装甲厚を薄くして車重を軽量化するしかなかった。

## 実戦

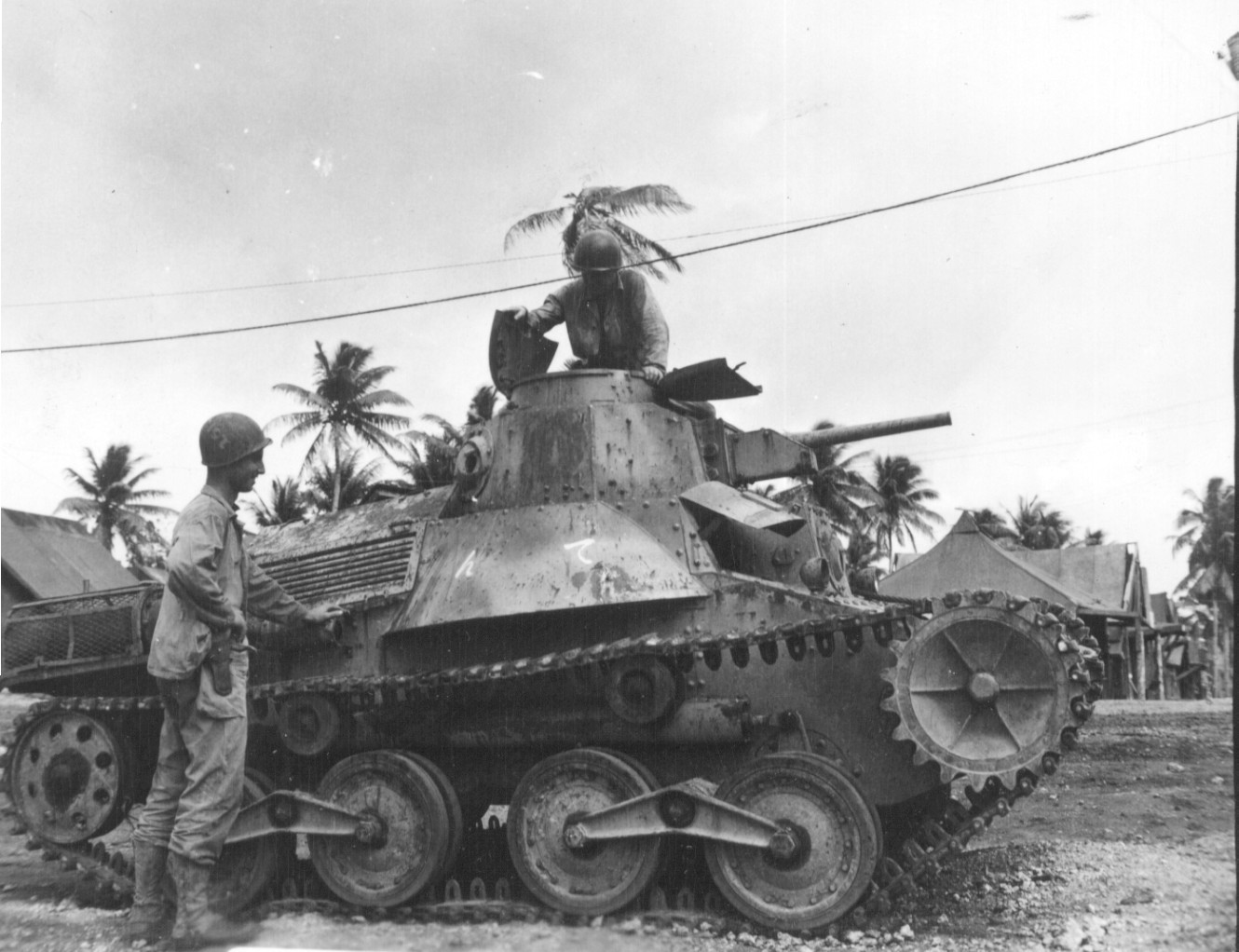
硫黄島の戦いで戦車第26連隊が使用した九五式軽戦車。アメリカ軍がほぼ無傷で鹵獲し、グアムに移送された当時に撮影されたもの。砲塔側面には戦車第26連隊の部隊マーク・「丸に縦矢印」の図案が薄いながらも判別可能

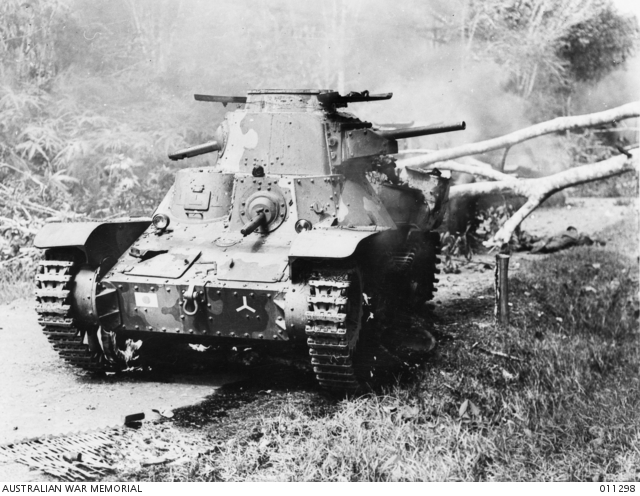
ムアールの戦いにてオーストラリア陸軍第8師団のQF 2ポンド砲によって撃破された九五式軽戦車

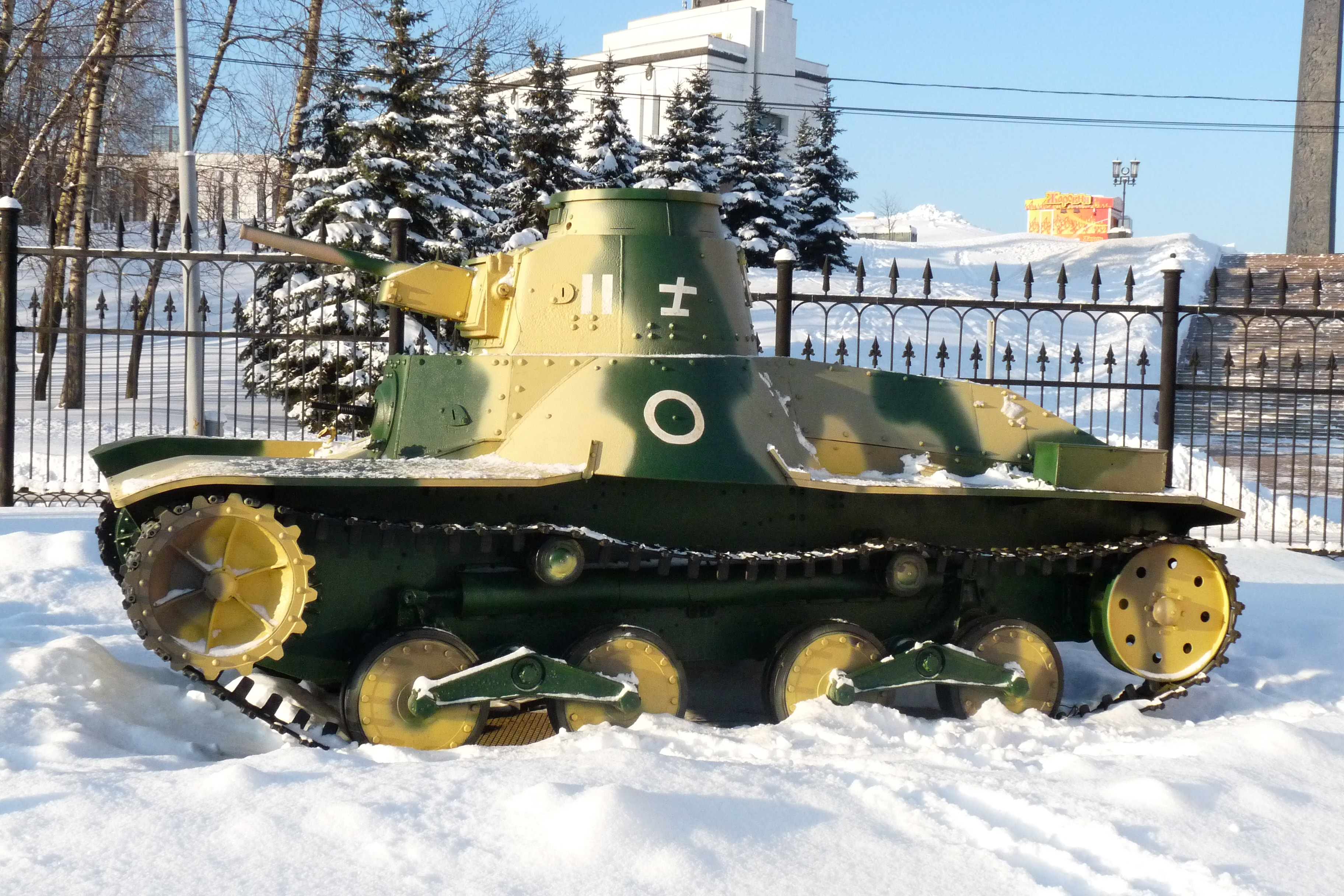
戦車第11連隊の九五式軽戦車。砲塔側面の「士」は、連隊の「十一（11）」を「士魂（武士）」の「士」にかけ図案化したもの。

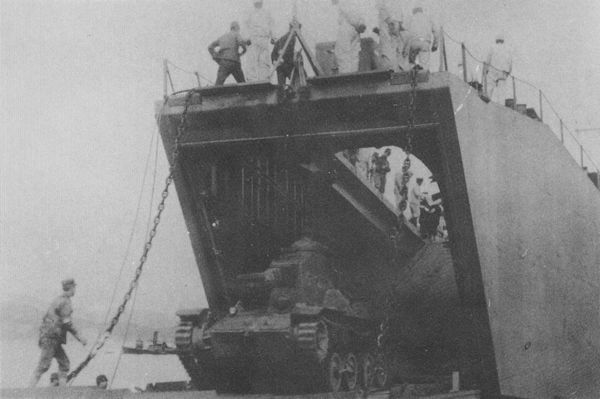
第百一号型輸送艦にて揚陸中の九五式軽戦車

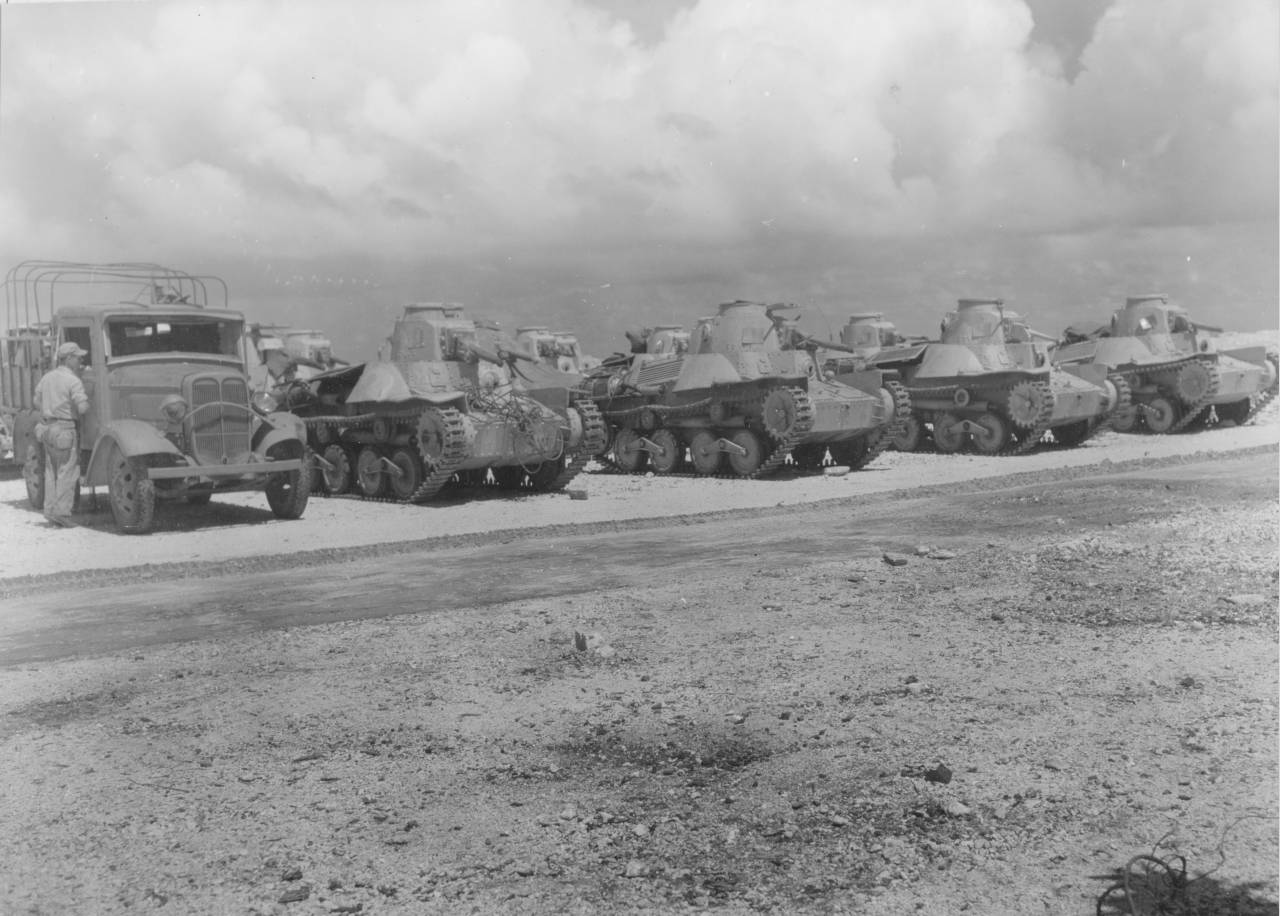
南鳥島に配備されていた戦車第16連隊の九五式軽戦車。手前左端は同隊の九四式六輪自動貨車

日本陸軍の戦車部隊は「戦車連隊」という単位が基本で、各戦車連隊は3～5個「戦車中隊」（1個中隊は14両前後）で編成されていた。通常の場合、その第1中隊は九五式軽戦車のみで、その他の中隊は九七式中戦車で編成され、「連隊本部」や「九七式中戦車中隊」にも2、3両の九五式軽戦車が配備されていた。「捜索連隊」（旧騎兵連隊）が母体である「戦車連隊」は、「九五式軽戦車中隊」のみで編成される場合が多かった。「戦車連隊」の他に、師団が持つ「戦車隊」が存在する場合が有り、その場合も九五式軽戦車が主力であった。
本車は、他国の戦車の設計思想が対戦車戦を意識するようになりつつある中で開発された、日本初の対戦車戦闘を考慮した戦車である。しかし、その対戦車能力は低く、敵戦車との戦闘では常に苦戦を強いられた。一方で機動力が優れており、有力な機甲兵器・対戦車兵器を持たない軍隊との戦闘ではそこそこの活躍をみせた。
初めて九五式軽戦車が本格的に投入されたノモンハン事件では、3輌一組のフォーメーションを組んだ上で、ソ連軍のT-26軽戦車やBT-5戦車と戦闘し、撃破に成功した事例も存在する。これは猛訓練の結果でもあり、無線をほとんど使わずに行動する「以心伝心」の様なものであったとされるが、基本的に装甲が薄い同時期の軽戦車が相手であれば本車の九四式三十七粍戦車砲でも対応可能だったことも窺える。ただし、同事件での戦車部隊の作戦期間は短期間だったこともあり、戦車単独での戦果はごく少なく、また本車も一部が鹵獲されている。同事件でソ連軍戦車を多数撃破したのは歩兵連隊に配備された九四式三十七粍砲（対戦車砲）であり、敵味方ともその戦果を高く評価している。
日本と友好関係にあったタイにも40輌から50輌が輸出され、太平洋戦争の開戦前に仏領インドシナとの間に起こった国境紛争で活躍した。ただし、温度変化の影響か、1/4以上の車輛について装甲に自然にひび割れが生じる不具合が起き、クレームが付けられる事態となった。
太平洋戦争（大東亜戦争）緒戦である一連の南方作戦の内、フィリピン攻略戦においてアメリカ極東陸軍第192戦車大隊（en:192nd Tank Battalion）所属のM3軽戦車と遭遇した事例（1941年12月22日、アメリカ軍にとって第二次世界大戦最初の戦車戦とされる）では、九五式軽戦車がM3軽戦車小隊5両を撃退することに成功したものの、ビルマ攻略戦にてイギリス・インド軍のM3軽戦車と遭遇した事例（1942年3月5日）では、九五式軽戦車が次々と命中弾をあたえたにもかかわらず、全て跳ね返された。
M3軽戦車はフランス戦の戦訓からM2軽戦車を元に開発され、本車の約2倍の重量があり（12.7tと八九式中戦車よりも重い）、車体前面で38mm、防盾部で51mmの重装甲が施されていた。これは九四式三十七粍戦車砲では砲口初速でも射貫できない装甲厚である。また、M3_37mm砲は当時の同口径の戦車砲・対戦車砲の中では最も高性能であり、有効射程内のどの距離でも九五式軽戦車の装甲を正面から貫通できる性能を持っていた。九五式軽戦車は、最終的にはM3に体当りまでして応戦する羽目に陥った。
一方でエンジンの故障は少なく長距離走破にもよく耐え、特にマレー作戦においては九七式中戦車とともに電撃戦を行い活躍した。中にはマレー半島からスマトラ島へ転戦し、2,000km以上の走行に耐えた車輛もあった。
大戦後半の防御主体の作戦においても、後継車両の不足と貴重な機甲戦力のため、タラワの戦い、ペリリューの戦い、サイパンの戦い、硫黄島の戦い、沖縄戦、占守島の戦いなど終戦に至るまで様々な戦線へと投入された。
タラワの戦いにおいては本車及び九四式三十七粍砲によってアメリカ海兵隊のM4中戦車を撃破した可能性のある事例が存在する。タラワの戦いでは上陸してきたアメリカ海兵隊のM4中戦車と交戦し、M4中戦車の初弾を躱した九五式軽戦車が37mm砲を発砲して、砲弾がM4戦車の砲口から砲身に侵入し撃破したとされている（アメリカ側の記録では海兵隊第1戦車大隊C中隊第3小隊所属の車輌「Charlie」は47mm対戦車砲による撃破となっているが、タラワ防衛を担当していた日本海軍の第三特別根拠地隊に配備されていたのは九五式軽戦車及び九四式三十七粍砲であり、一式機動四十七粍砲の配備は確認されていない）。この他にも、M4中戦車を撃破した事例が存在し、ペリリューの戦いでは、上陸してきたM4中戦車と交戦し、九五式軽戦車の放った砲弾が、M4中戦車の砲塔と車体の間に食い込み、砲塔の旋回を不能にして撃破した。フィリピンの戦いでは、ルソン島バギオ付近の峠で九五式軽戦車とM4中戦車が至近距離で遭遇し、驚いたM4中戦車の乗員が運転を誤り谷に転落した。これは撃破というより交通事故である。
硫黄島には本車12両と九七式中戦車（新砲塔）11両を装備する戦車第26連隊（連隊長男爵西竹一陸軍中佐）が配備されていたが、西中佐は当初、機動兵力として戦車を運用することを計画したものの、熟慮の結果、移動ないし固定トーチカとして待伏攻撃に使われることになった。移動トーチカとしては事前に構築した複数の戦車壕に車体をダグインさせ運用し、固定トーチカとしては車体を地面に埋没させるか砲塔のみに分解し、ともに上空や地上からわからないよう巧みに隠蔽・擬装されていたとされているものの、実際には至近距離での戦車戦を行っていたという目撃証言が残されており、真相は不明である。
占守島には本車25両、九七式中戦車（新砲塔）39両を擁する精鋭部隊である戦車第11連隊（連隊長：池田末男大佐）が展開しており、ソ連軍上陸後は連隊長車を先頭に四嶺山のソ連軍に突撃を行って撃退、四嶺山北斜面のソ連軍も後退させている。ソ連軍は対戦車砲4門・対戦車銃約100挺を結集し反撃を行い、池田連隊長車以下27両を擱座・撃破したが、四嶺山南東の日本軍高射砲の砲撃を受け、また日本側援軍の独立歩兵第283大隊が到着し残存戦車とともに参戦したため、上陸地点である竹田浜方面に撤退した。
また、本車は海軍陸戦隊でも使用されており、1942年8月-9月に行われたニューギニア戦線・ラビの戦いでは呉第五特別陸戦隊戦車隊が本車2両を装備している。8月27日の夜襲では、本車の活躍によってオーストラリア軍の第一線陣地を突破したものの、滑走路付近にて敵の反撃を受け、また泥土によって行動不能となったため放棄されている。

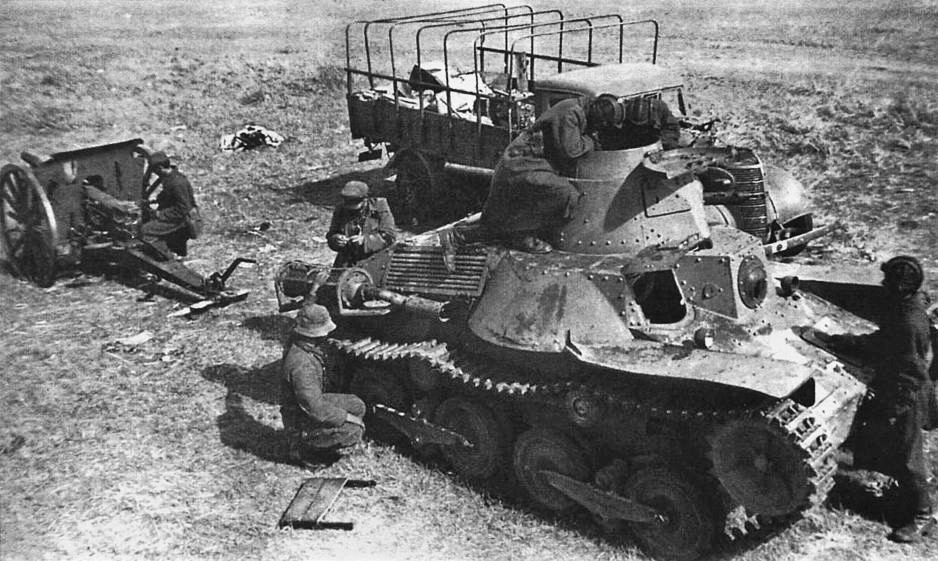
ノモンハン事件にて赤軍に鹵獲された九五式軽戦車
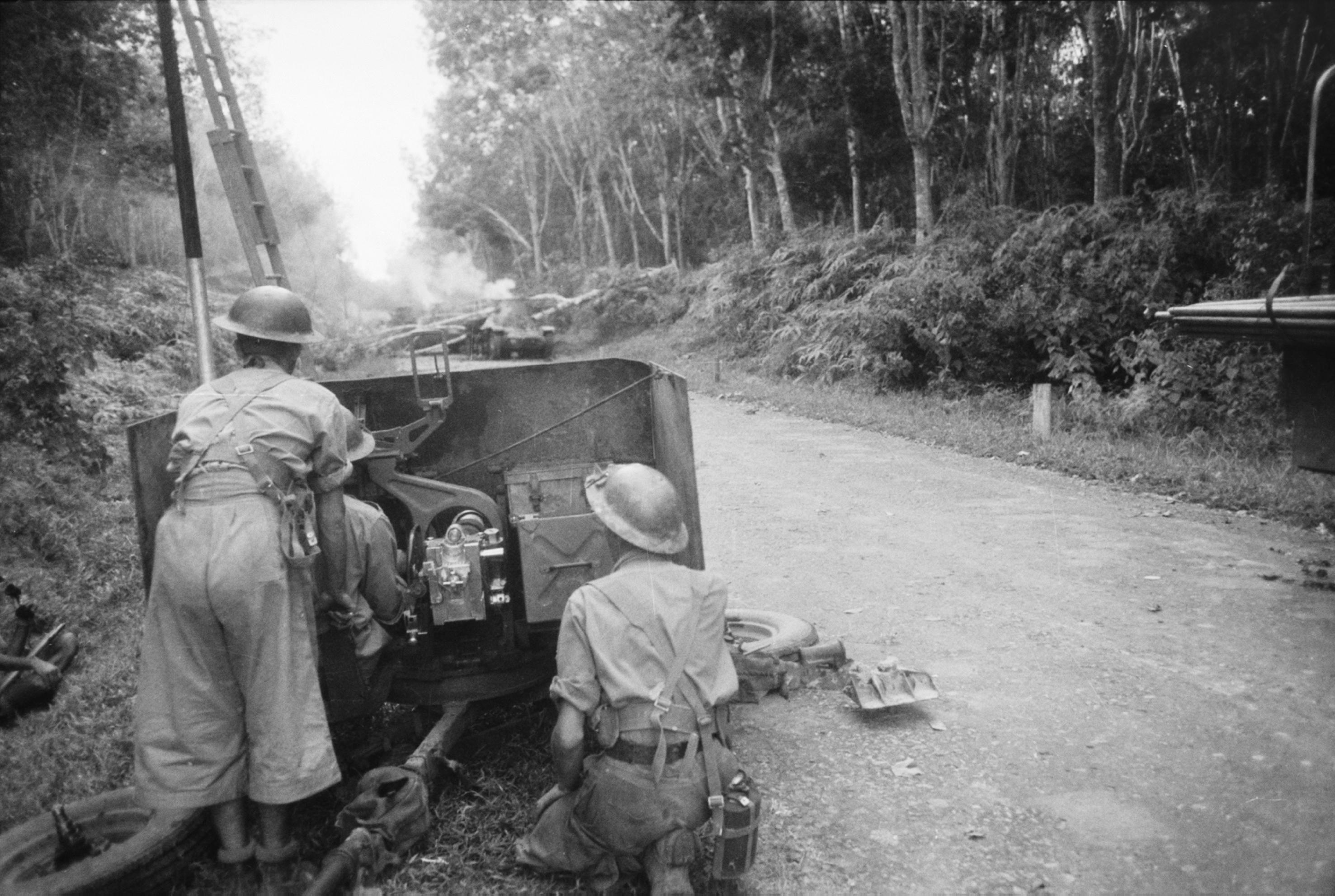
ムアールの戦いにてオーストラリア陸軍第8師団のQF 2ポンド砲によって撃破された九五式軽戦車
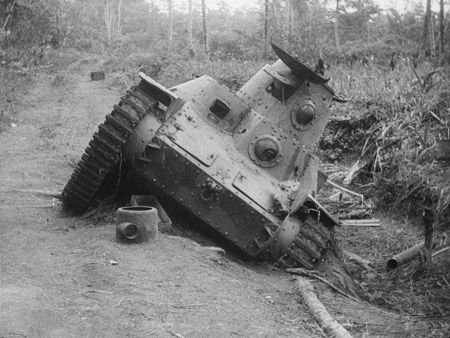
ラビで遺棄された九五式軽戦車
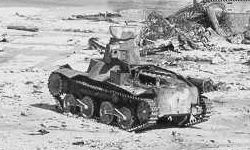
タラワ島で遺棄された九五式軽戦車
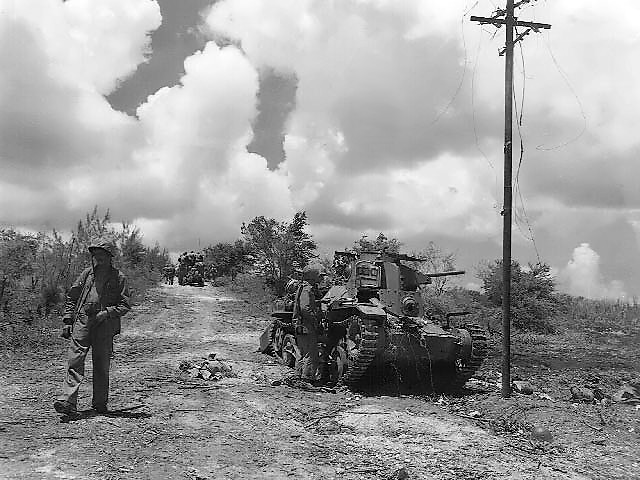
テニアン島で遺棄された九五式軽戦車
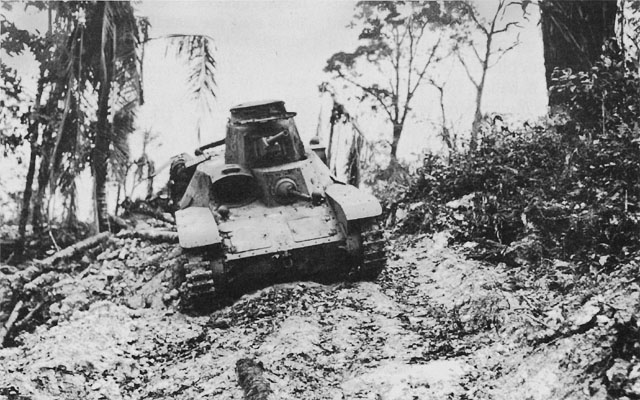
ビアク島の戦いにて撃破・遺棄されたビアク支隊戦車中隊の九五式軽戦車
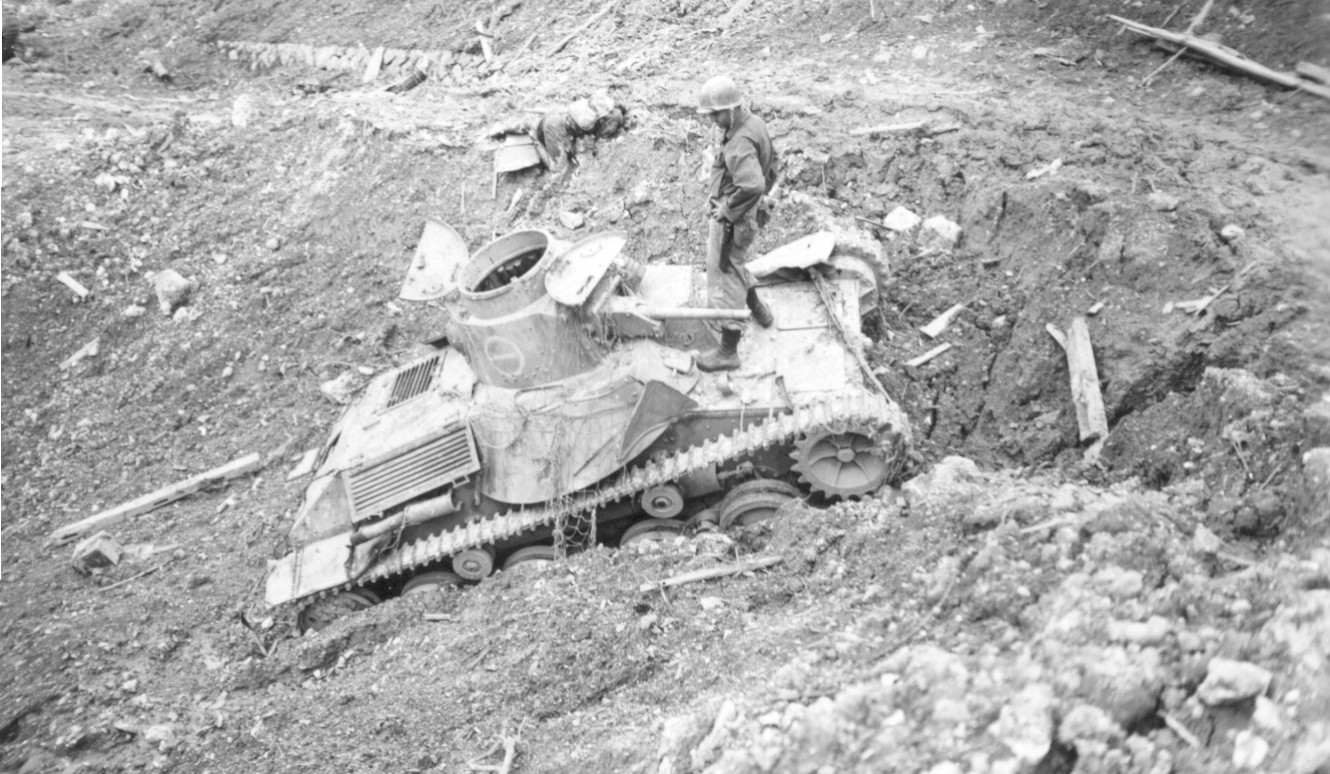
沖縄戦にて撃破・遺棄された戦車第27連隊の九五式軽戦車

## 戦後

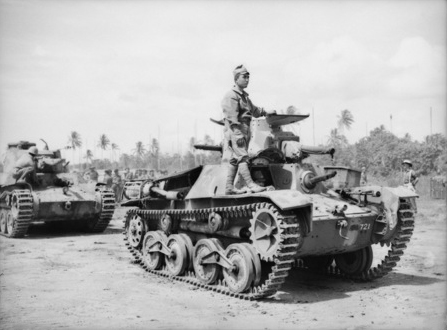
終戦後、ニューブリテン島にて連合軍に引き渡される九五式軽戦車（手前）および九七式中戦車（新砲塔、左奥）。車体右側に立った兵士と比較しても車体の小型さが分かる

終戦時の時点で九五式軽戦車は、日本本土の各部隊に446輌前後、南方軍には132輌前後が残存していたと思われる。その他、支那派遣軍・関東軍における残存数は不明である。
生き残った車両は大部分が解体されたが、一部は八幡製鐵所など壊滅を免れた工場へ送られ、砲塔や武装を撤去した上で、ブルドーザーや牽引車に転用した更生戦車として戦後復興に活躍した。警視庁ではキャビンを拡大した改造型（名称は「工作車」）が警備用装輪装甲車両が充実する昭和40年代まで配備されていた。また北海道中央バス石狩線では、積雪対策として馬そりを車輪代わりに使う雪上バス「バチバス」の牽引車として用いられていた（参考画像）。2020年代になっても、北海道で除雪車に改装された車体が発見されている。
中国大陸において国民革命軍（国民党軍）や紅軍（共産党軍、人民解放軍）に引き渡された車輛は、国共内戦で両勢力により使用された。ちなみに、共産党軍が初めて編成した戦車隊は本車で構成されていた。
フランス領インドシナに残された車両はフランス軍が接収し、独立運動勢力に対する鎮圧戦で使用された。この車両には車体前面、戦闘室前面および砲塔側面に増加装甲が施されていた。
 - フランス軍が捜索第二連隊から押収した車両。九五式軽戦車に追加装甲が施されているが、これは捜索第二連隊がビルマにいる時に現地で改造したもの。九五式軽戦車の車体前面と砲塔側面に増加装甲を施した。取付けられたのは厚さ10mm程の普通鋼板で、車体と鋼板の25mmほどの間隙には砂袋が詰めてあった。
ちなみに同地では八九式中戦車の使用も確認できる（本車と一緒に写る写真が残っている）。

## 評価
1928年（昭和3年）に開発されたヴィッカース 6トン戦車は、安価で高速軽量な、画期的（ルノー FT-17 軽戦車やクリスティー式戦車と並んで、戦車界のエポックメーキング）な車輌であった。現在的な意味での戦車の基本形に忠実で、それゆえに、戦車技術の習得に最適であった。ユーザー各国の好みで、武装・装甲厚・車体形状・車格・エンジンなど容易に改良が可能で発展性に富んだ車輌であった。
九五式軽戦車を含め、以下は全てヴィッカース 6トン戦車のライセンス生産、もしくは影響を強く受けた車輌であった。
- T-26（12,000輌ほど）
- 7TP（140輌弱）
- T1E4軽戦車
- T1E6軽戦車
- M1戦闘車（113輌）
- M2軽戦車（700輌ほど）
- M3軽戦車（13,000輌以上）
- M5軽戦車（8,900輌弱）
- M11/39中戦車・M13/40中戦車（イタリア中戦車の開発（特に足回り）においてヴィッカース 6トン戦車の影響を受けているとする説あり）
- LT-35（250輌ほど）

しかし、性能面では同じ祖先でありながら差が生まれた。
九五式の走行速度は充分であり機動性は良好なものとなったが、最大装甲厚はわずか12mm（ヴィッカース 6トン戦車と同程度の装甲厚）となった。後の実戦においては各地で機動力を発揮した一方で、同時に被弾箇所によっては小銃弾すら装甲を貫通するという防御力の弱さゆえの苦戦も強いられることとなった。
M2～M5軽戦車系列が、高出力のガソリンエンジンを搭載したことで余裕が生まれたため、強力な武装への変更や装甲を厚くするなどの改設計が可能であり、この結果、性能向上や兵器としての寿命を延ばすことが出来た。対して、九五式軽戦車は輸送の利便性や重量にこだわり、オリジナルのヴィッカース 6トン戦車よりもむしろ車体が小さくなったことや、低出力のディーゼルエンジンを搭載したため、九五式軽戦車自体の性能向上が出来なかった。
ただし、前述のように二本立ての構想に沿って開発された戦車なため、一概に失敗作とは言い切れない。九五式軽戦車の存在が九七式中戦車 チハの開発を促しており（不採用に終わったが試製中戦車 チニは九五式軽戦車との部品の共通化を図っていた）、設計開発という点では、ある意味成功を収めたとも言える。
また、M2軽戦車は、部品を共通化して開発されたT5中戦車（M2中戦車（原型はT5中戦車フェーズIII）とM3中戦車（原型はT5E2中戦車））を経て、M4中戦車（原型はT6中戦車）へと発達するなど、類似例も存在する。
「九五式軽戦車対T-26」や「九五式軽戦車対M3軽戦車」の戦いとは、ヴィッカース 6トン戦車を母体とした物同士による戦いであり、「九七式中戦車対M3軽戦車」や「九七式中戦車対M4中戦車」の戦いはヴィッカース 6トン戦車の子孫同士による戦いだったとも言えるのである。

## 現存車輌

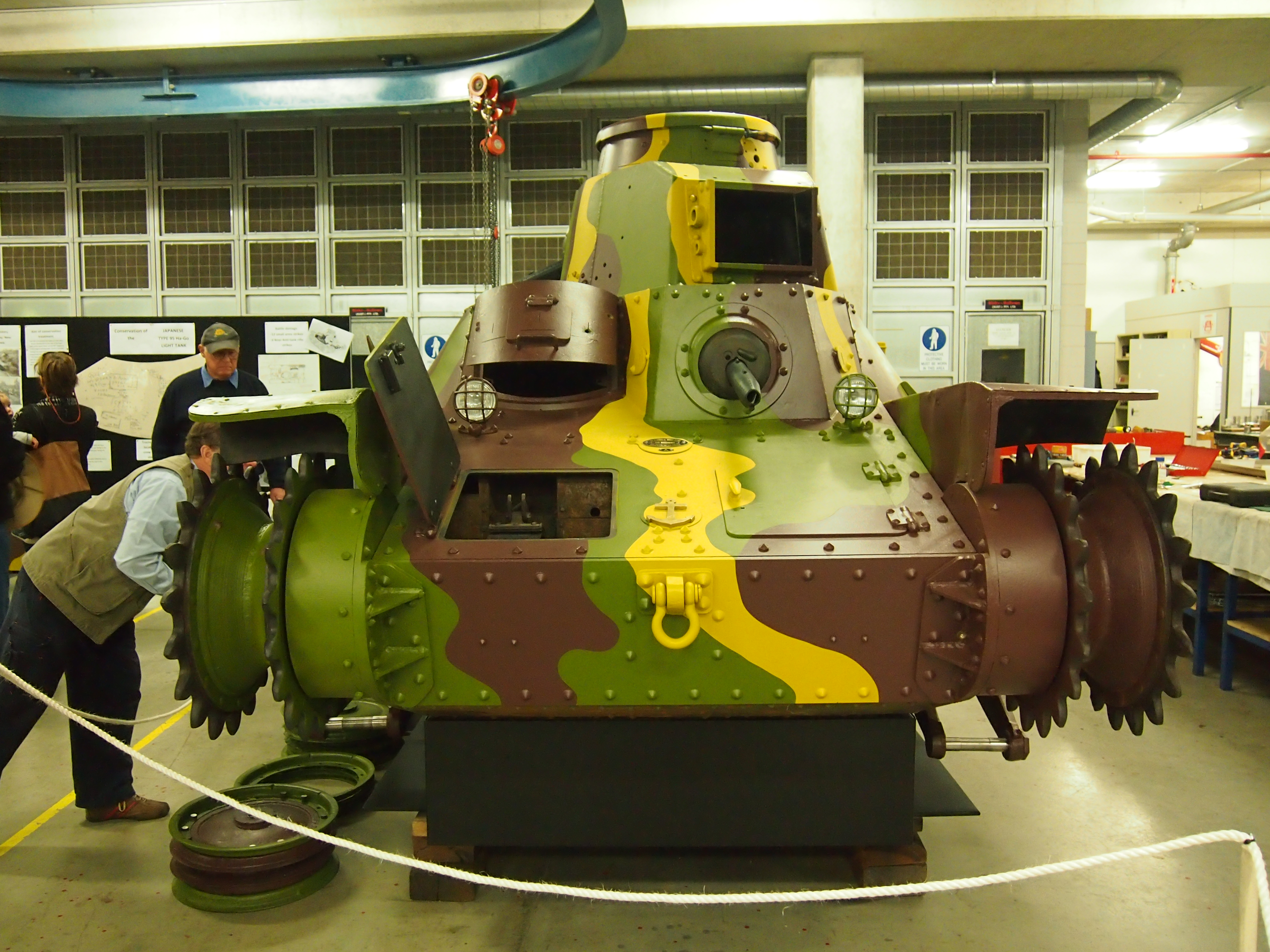
オーストラリアにてレストア中の九五式軽戦車。本車はラビの戦いにて遺棄された呉第五特別陸戦隊戦車隊の装備車であり、車体前面には陸軍の星章ではなく海軍の錨章が付されている（2012年）

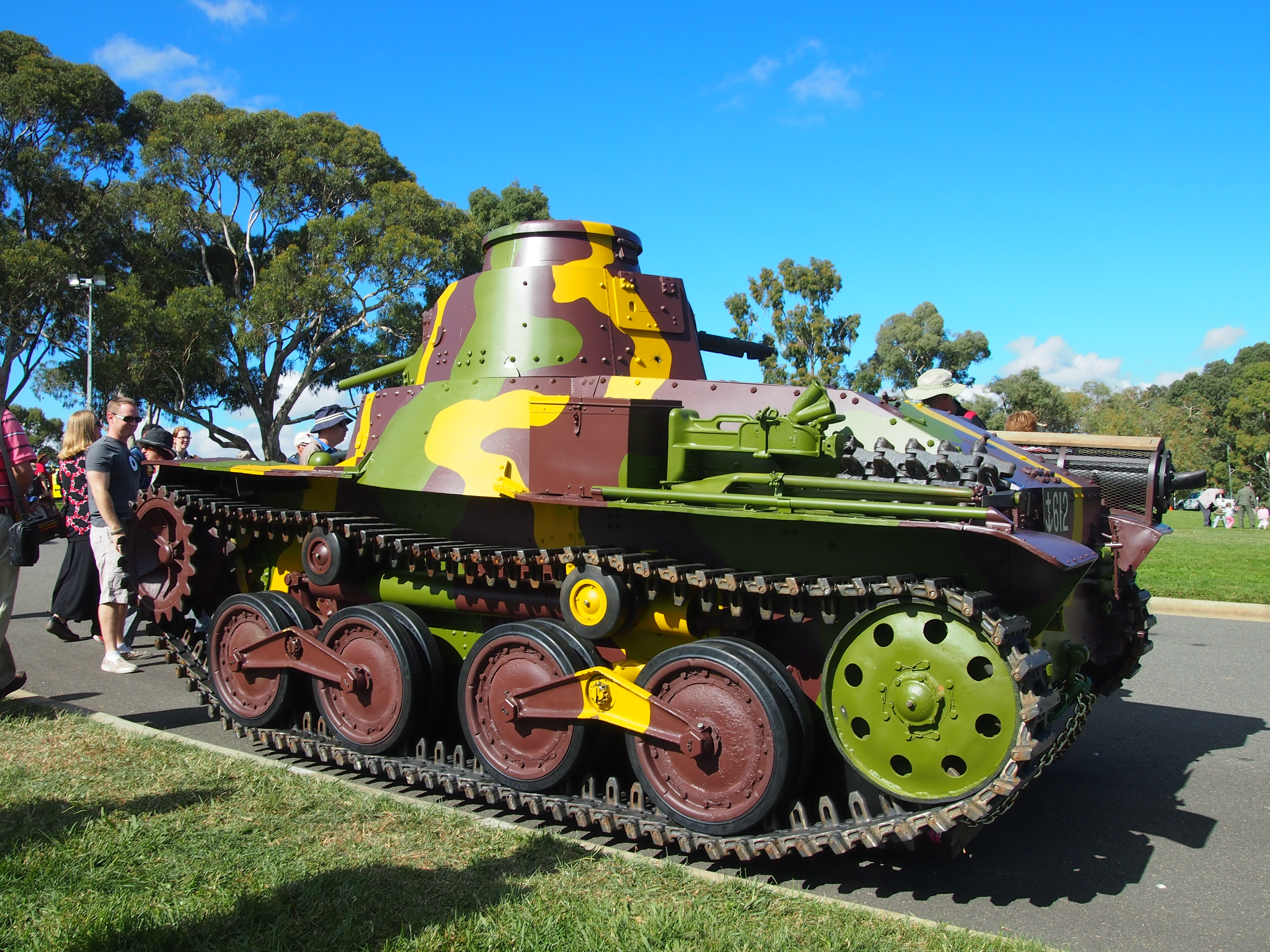
レストレーションを終えた上掲の九五式軽戦車

収蔵・展示している、あるいはしていた博物館は以下のとおりである。
 イギリス
- ボービントン戦車博物館　ミクロネシア連邦ポナペ島（現・ポンペイ島）へ日本軍警備隊として派遣され実戦未経験の「4335号車」。オリジナルの空冷ディーゼルエンジンで動く九五式戦車は本車とアメリカのオレゴン州にある「5092号車」だけとされ、世界に2両しか残っていない[26]。この「4335号車」が2022年12月に日本に里帰りした車両である（下記）。

 ロシア
- ロシアサハリン州郷土博物館 - 占守島の戦いに参加した第11連隊のもの。主砲が損傷している。
- クビンカ戦車博物館 - 同博物館には他にもいくつか日本軍戦車が展示されている。
- 大祖国戦争中央博物館 - 元戦車第11連隊所属車輌。

 アメリカ合衆国
- アバディーン兵器博物館[27] - 同博物館には唯一現存する一式砲戦車（一式七糎半自走砲 ホニI）も展示されている。
- パットン戦車博物館
- ハワイ・アメリカ陸軍博物館
- フライング・ヘリテージ・アンド・コンバット・アーマー・ミュージアム - 資産家のポール・アレンの私設ミュージアム。

 タイ
タイが戦間期に外国から購入した戦車・装甲車の記録は以下のとおり。
- カーデンロイド Mk.Ⅵ 30輌
- カーデンロイド Mk.Ⅵb 30輌
- ヴィカーズ水陸両用戦車 2輌
- ヴィカーズ6トンタイプB Mk.E 10輌
- ヴィカーズ6トンタイプB Mk.F 8輌
- 九五式軽戦車 50輌

タイはおよそ50輌の九五式軽戦車を日本から購入したとされる。1940年から始まったタイ・フランス領インドシナ紛争の最中の、1941年2月25日、初めてタイに到着した。1940年はタイの仏教歴の2483年にあたり、タイの九五式軽戦車は「Type 83（八三式）」と名付けられた。
- 陸軍戦車博物館（タイ王国サラブリー陸軍騎兵学校） - 観光ツアー向けに、世界で唯一稼動する九五式軽戦車に乗車することができる。エンジンは日産製のトラックのものに換装され（現在はトヨタ製エンジンに再換装）、そのためマフラーが車体左側に付いている。
- タイ国立記念館 - 元タイ陸軍所属車。
- 戦没者慰霊塔 - ドンムアン空港そば。元タイ陸軍所属車が元クメール共和国のT-28と共に展示されている[28]。

 日本
- 京都嵐山美術館旧蔵車両 - かつてポナペ島に2両あったものが日本に送られ、うち1両を取得したもの。京都嵐山美術館の閉鎖に伴い、車輌は英国の個人に売却され、ダックスフォード帝国戦争博物館での展示に向けてポーランドでレストアを行ってたが、激しい腐食のため断念するに至った。その後、日本のNPO法人｢防衛技術博物館を創る会｣がクラウドファンティングでの支援を通じてレストアを実施・完了させ、2019年6月にボービントン戦車博物館にて走行する姿がお披露目された。2022年12月に日本に里帰りした。
- 防衛技術博物館を創る会
  - 北海道で更生戦車に用いられていた車体で、改装の詳細が明らかになっている。終戦後、砲塔を撤去しワイヤー式の排土板を取り付けた除雪車として、営林署や札幌市の土木会社で用いられていた[19]。1955年頃に製材所の牽引車に再改装され、排土板を撤去されてエンジンをいすゞDA120水冷ディーゼルエンジンに換装、トランスミッションをトラック用に換装した。1975年頃に再びコマツ製の油圧式排土板を装備し、オイルポンプと運転席の覆いが追加された。この状態で2023年に「防衛技術博物館を創る会」が入手し、京都嵐山美術館旧蔵車両と共に御殿場市で建設する博物館で公開する予定[29]。
  - 同会ではこれとは別に、九州大学燃機関研究室で教材用として使われていた、ほぼ完品状態のA6120VD型エンジン（神戸製鋼所によるライセンス生産品）も入手している。九州大学でも入手経緯は不明で「正体不明のエンジン」「教材の神鋼ディーゼル」と呼ばれており、実際に戦車に積まれたことはないという[30]。

その他
かつて日本軍が戦った場所では、本車の残骸が野外展示されていることもある。サイパン島のラスト・コマンドポスト（サイパン守備隊玉砕の地）には、高射砲に混じって完全に朽ち果てた本車1輌が展示されている。

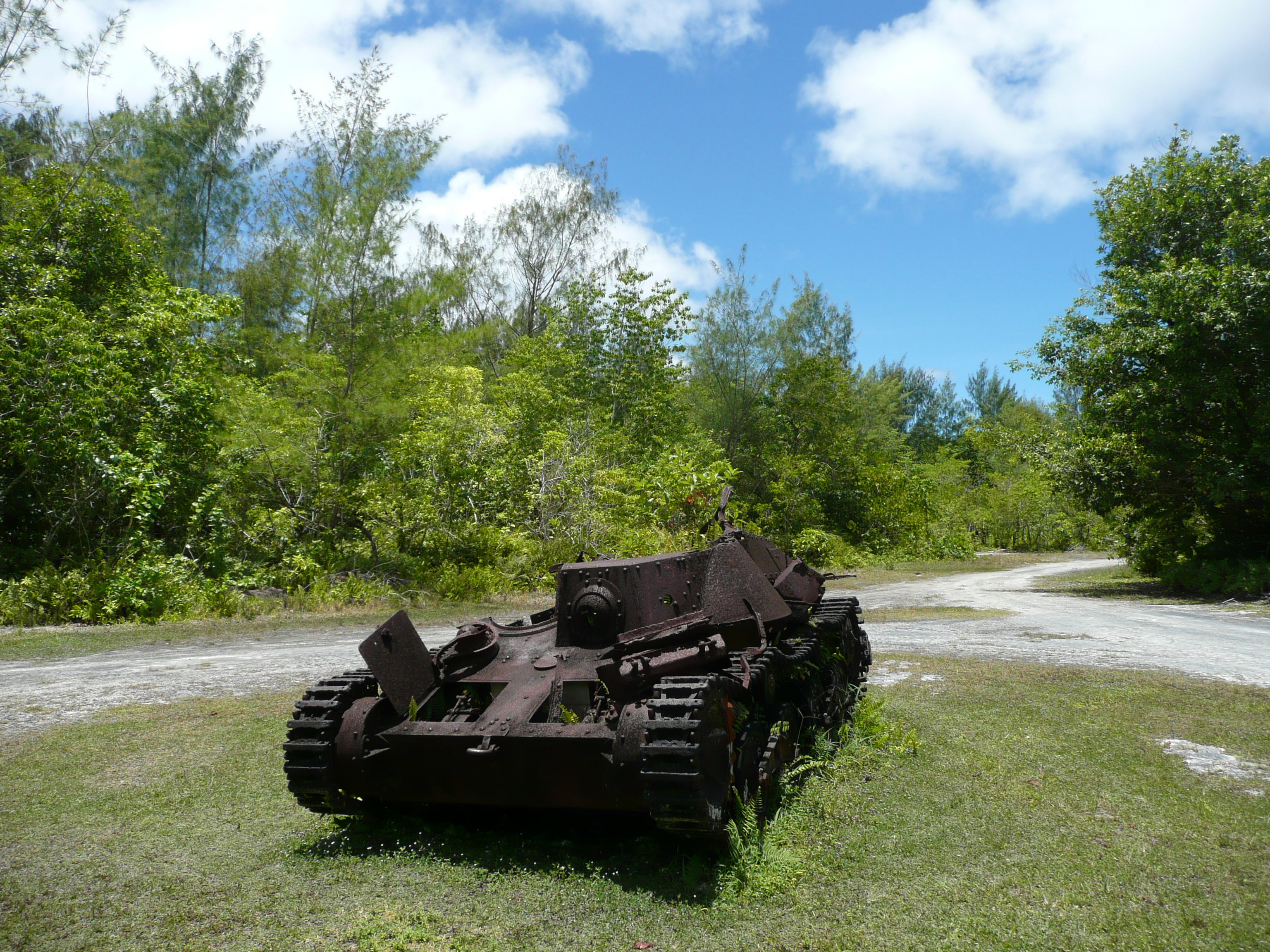
ペリリュー州に遺棄された九五式軽戦車
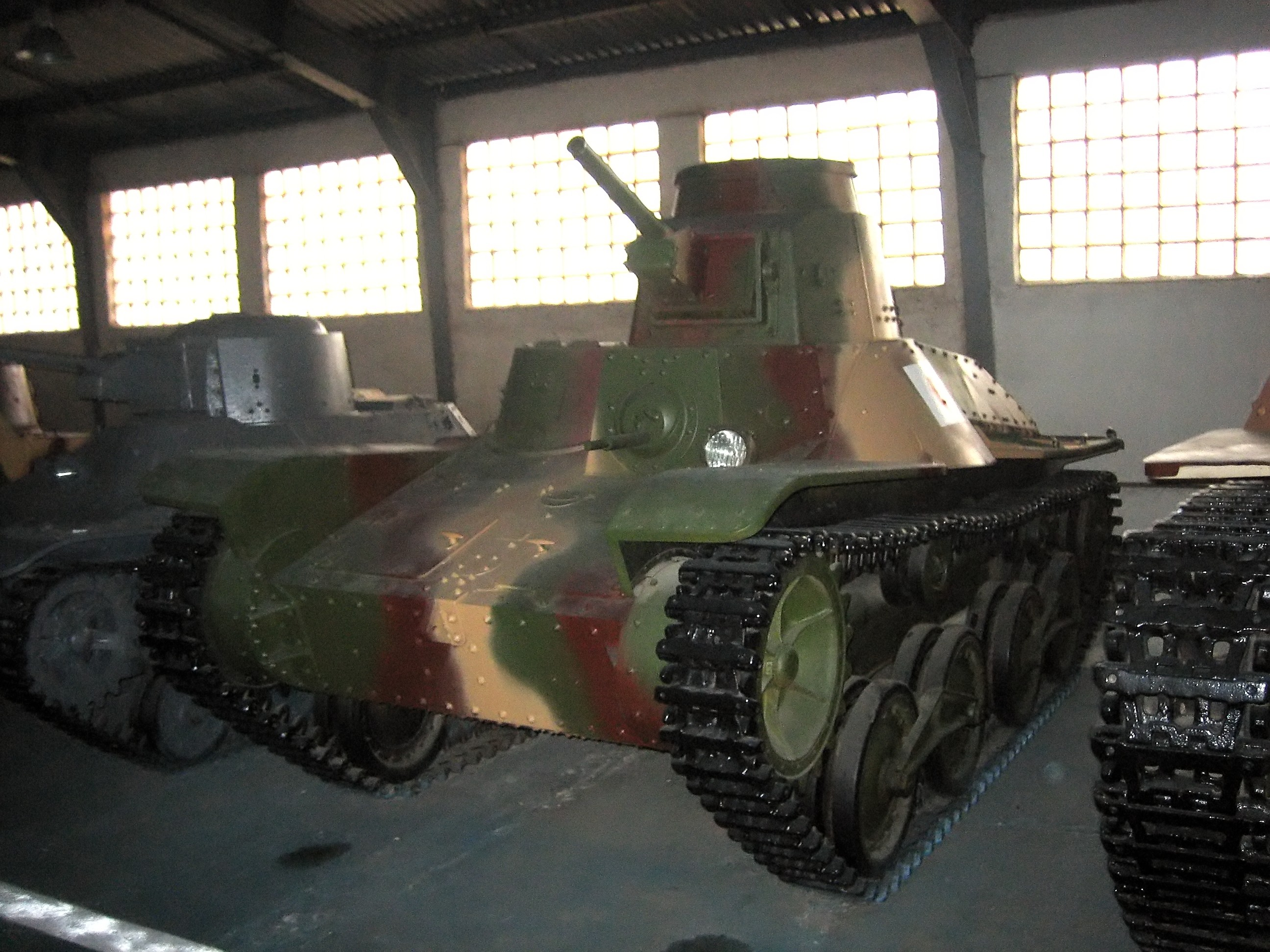
クビンカ戦車博物館所蔵
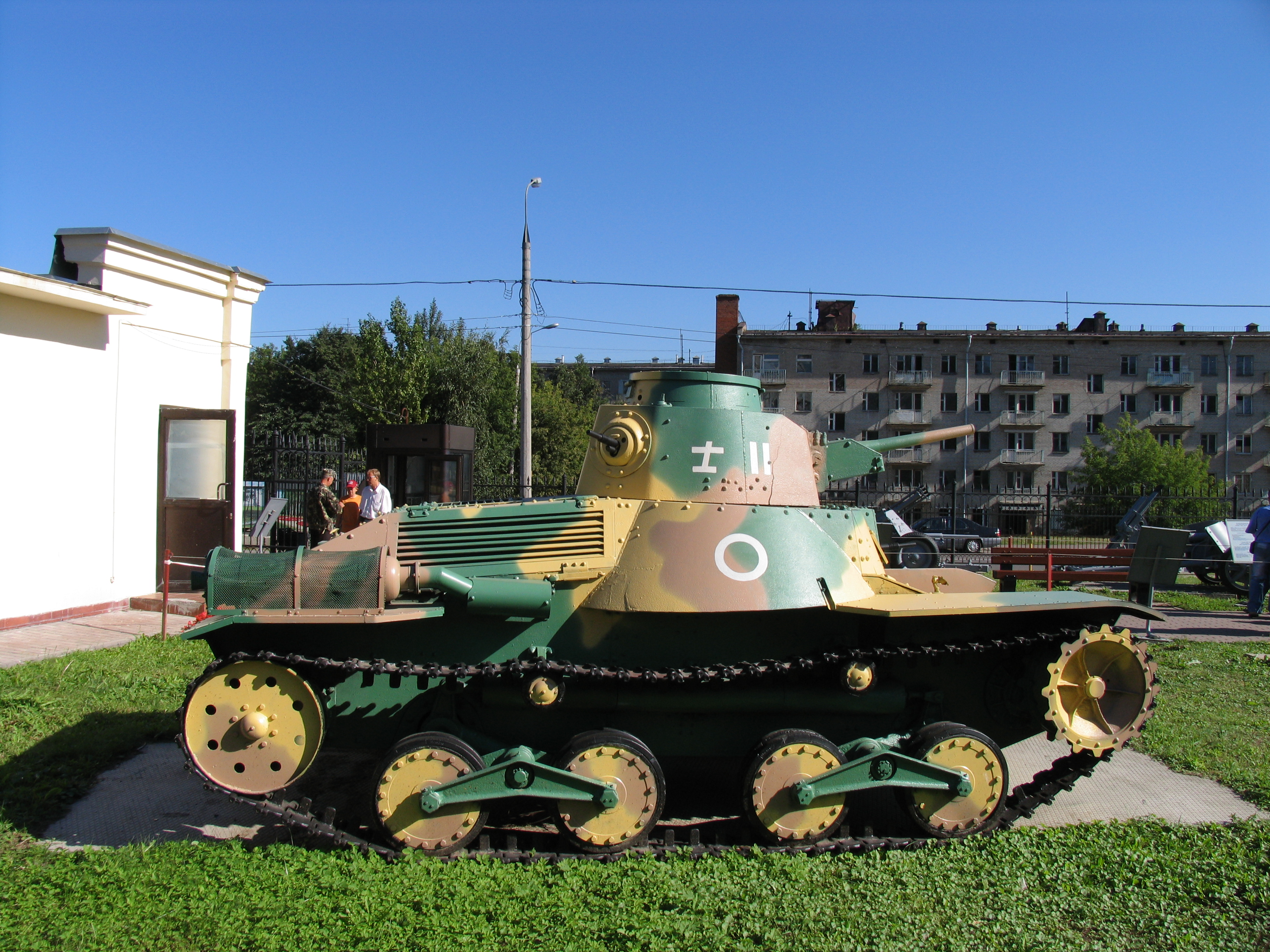
モスクワの大祖国戦争中央博物館所蔵。
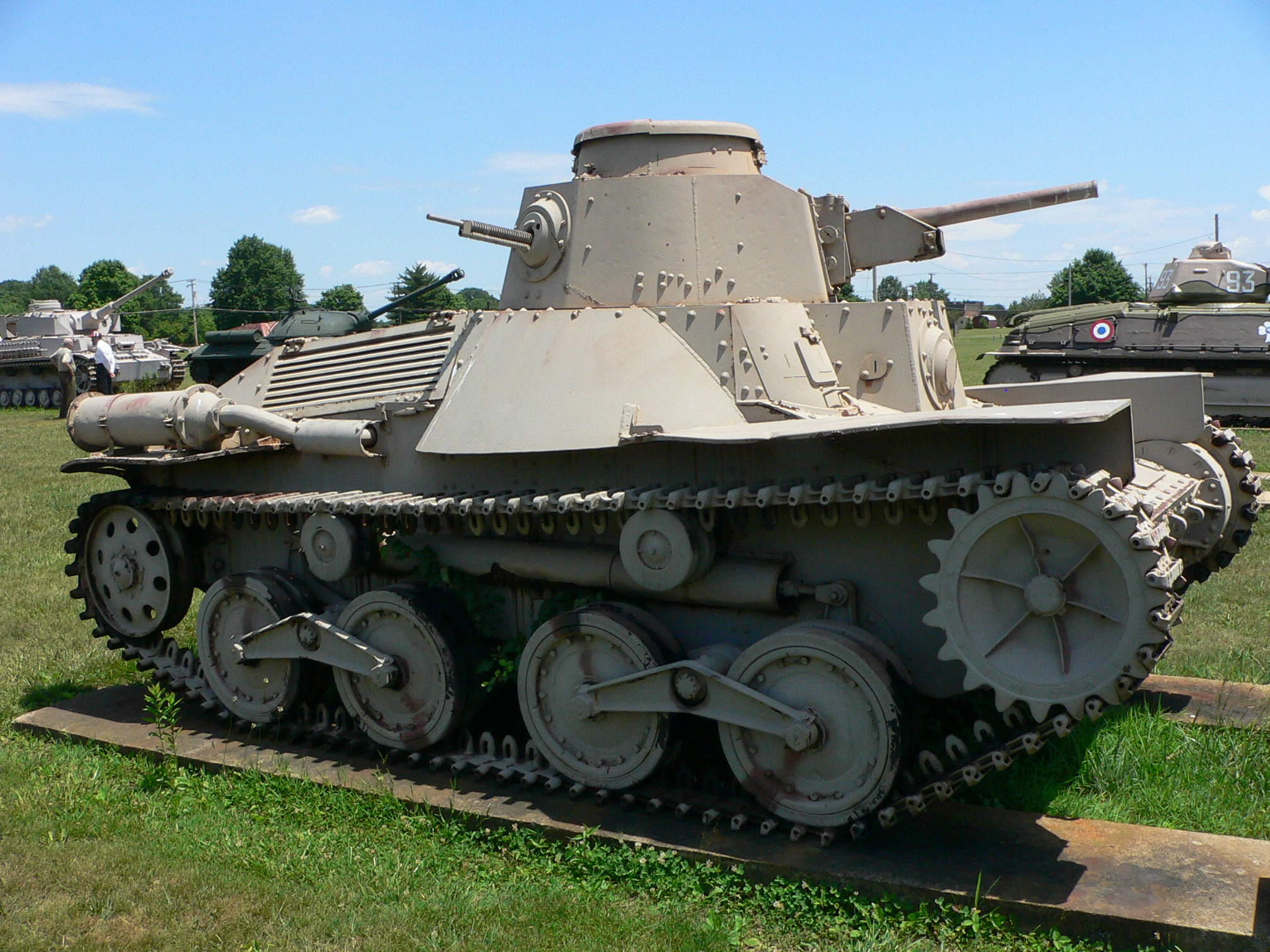
アメリカの陸軍兵器博物館所蔵
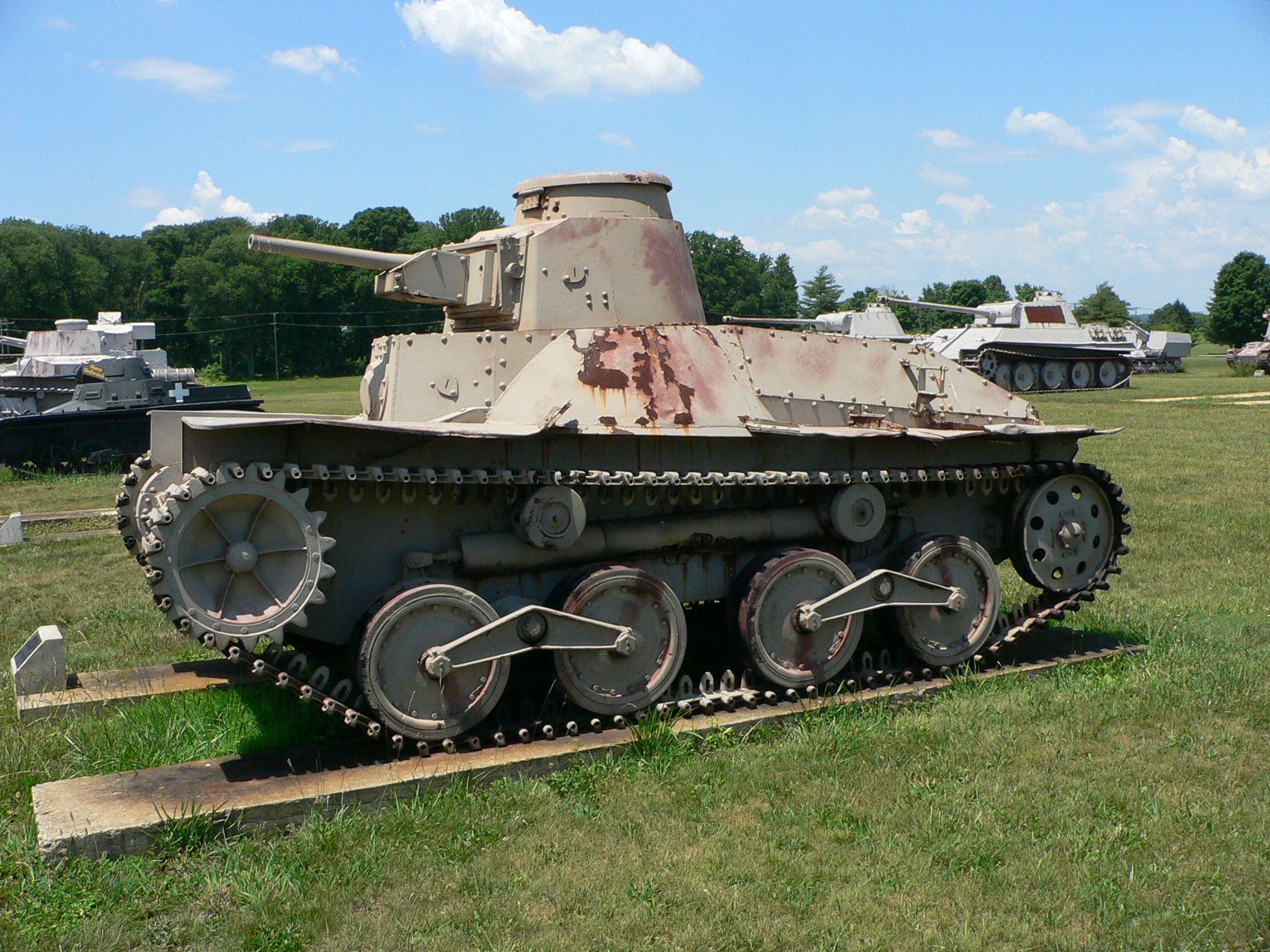
アメリカ・アバディーン兵器博物館所蔵
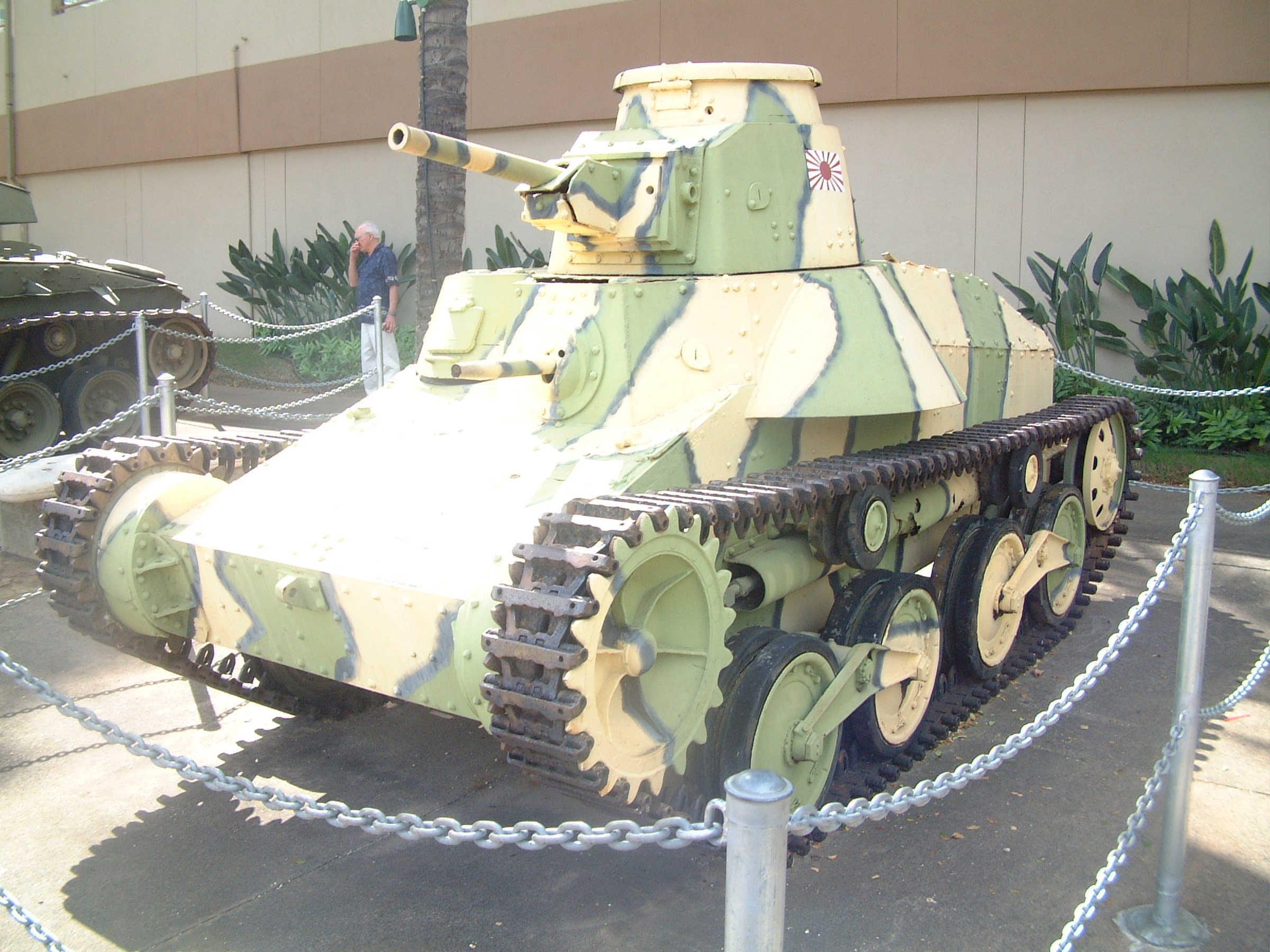
ハワイ・アメリカ陸軍博物館所蔵
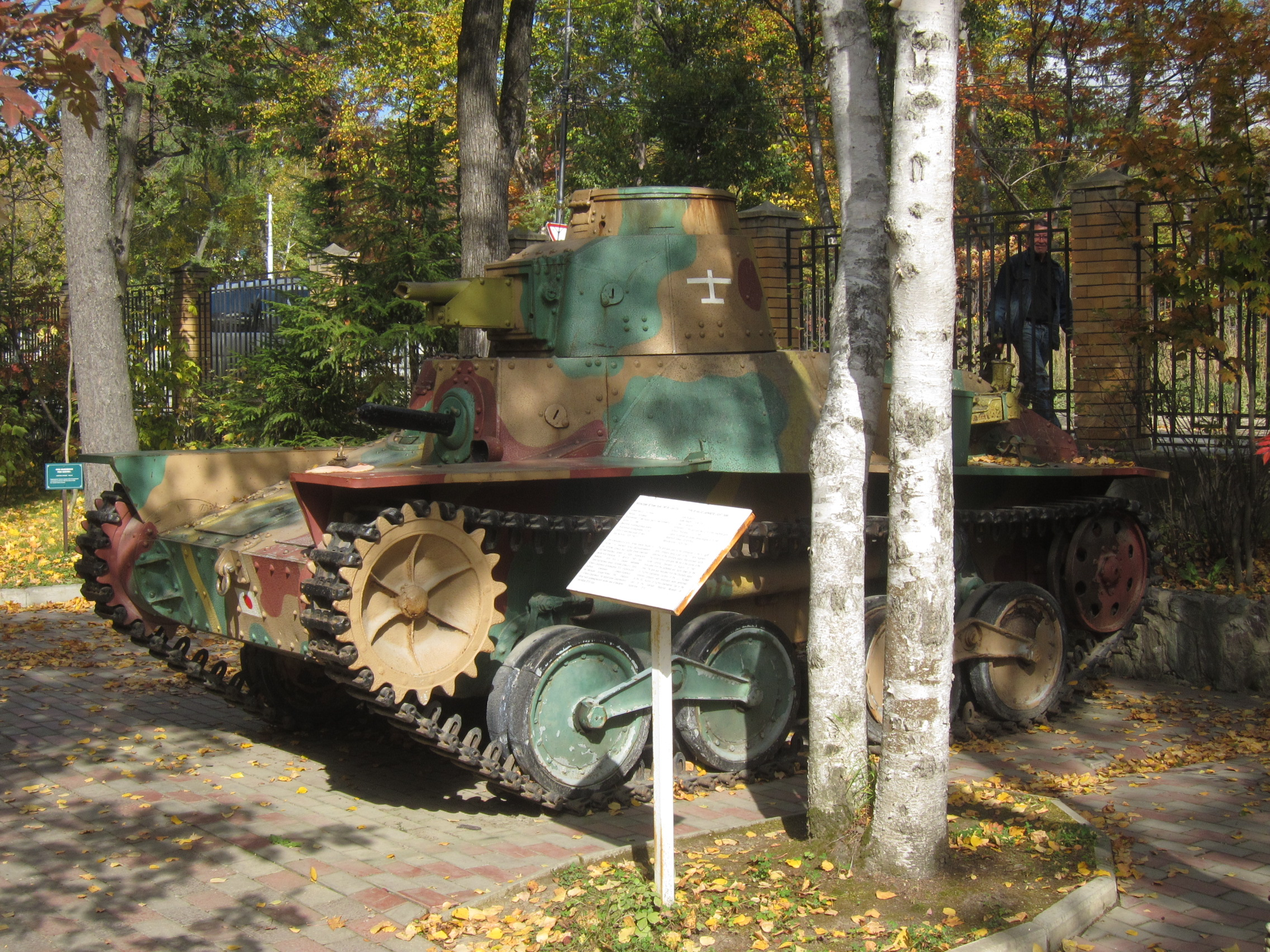
サハリン州郷土博物館蔵
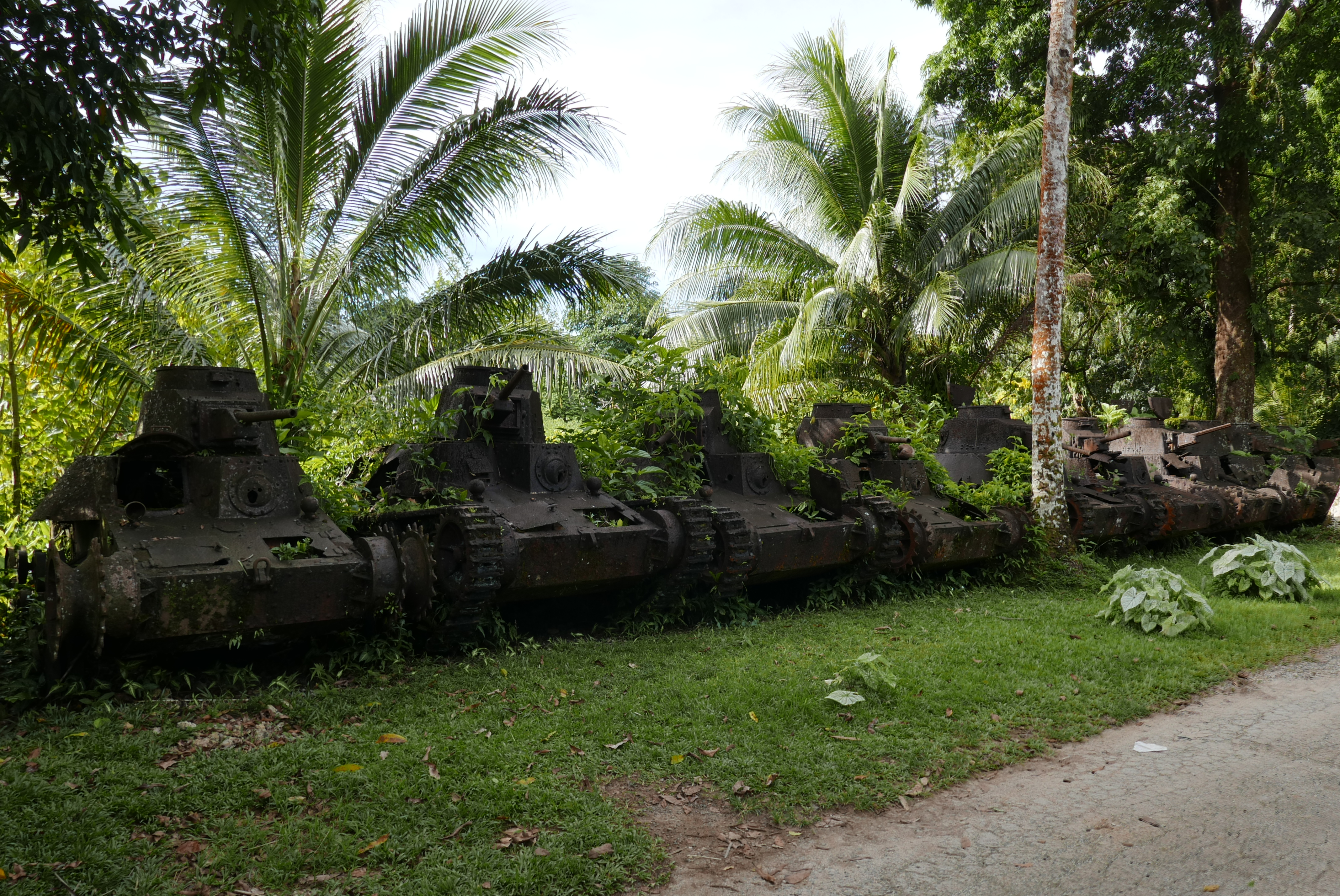
ミクロネシア連邦ポンペイ島（2019年撮影）
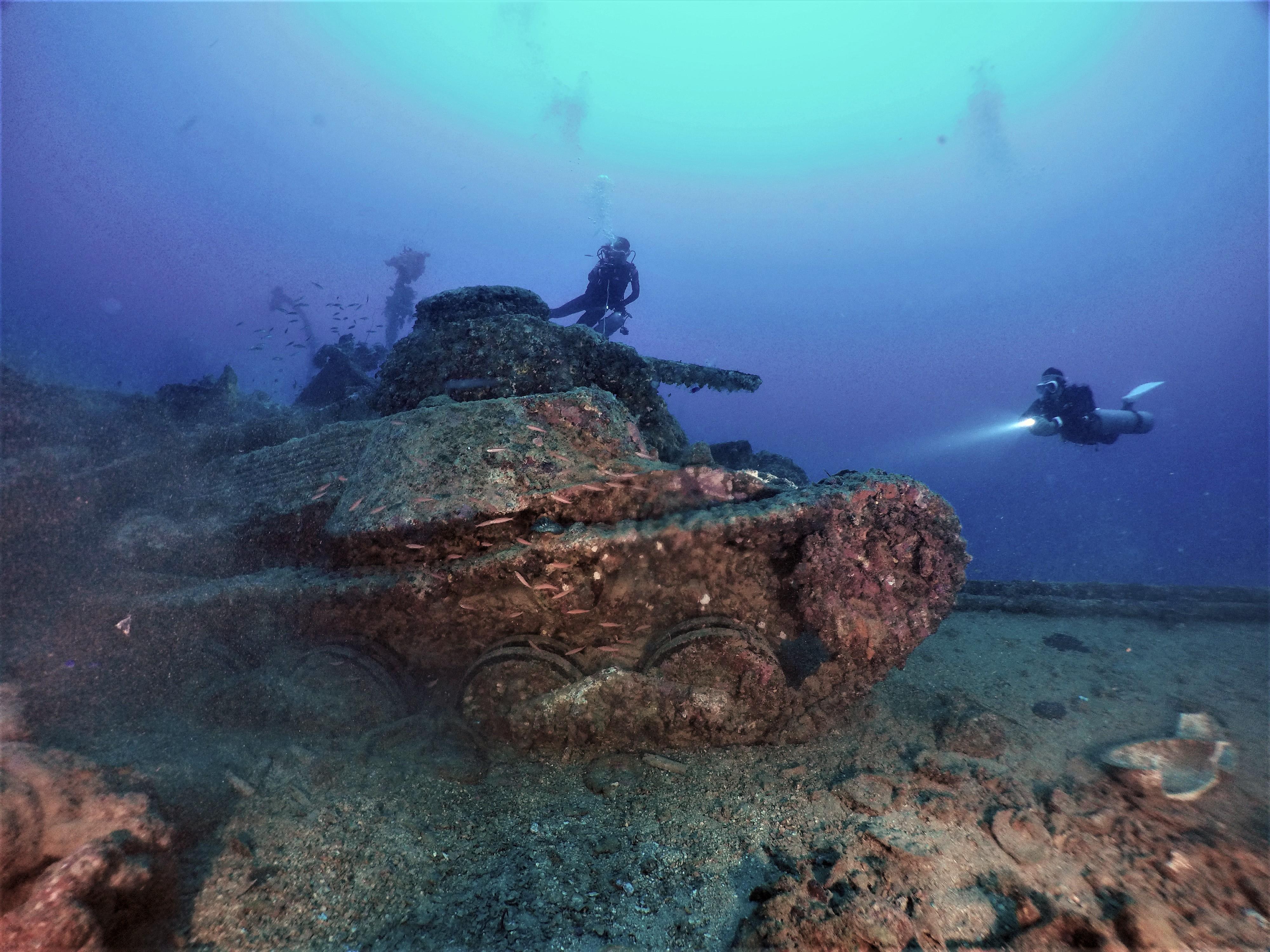
ミクロネシア連邦チューク州の海に沈む桑港丸[31]の甲板に残る九五式軽戦車

### 九五式軽戦車のプロップ
2010年のアメリカのTVドラマ「ザ・パシフィック」において使用された九五式軽戦車の撮影用プロップ（走行可能な実物大模型）を、オーストラリアの戦車コレクターから、2012年に自動車整備・板金・修理・販売会社「（株）カマド」が330万円で購入して、模型会社「ファインモールド」の監修の下、3ヶ月かけて、考証に基づいてできる限り精密正確なディテールアップと車外装備品の取り付けと再塗装（迷彩）を施した上、日本各地のイベントで公開している。
このプロップは撮影のロケ地であるオーストラリアで製造された3台の内の1台で（残りの2台は現在、オーストラリア国内の私設博物館とシンガポール陸軍博物館に収蔵されている）、キャンベラのオーストラリア戦争記念館でレストア中の実車を採寸の上、車体と砲塔は角型パイプフレーム構造に2mm厚の鉄板を貼り付けて製造されている。リベットはただの装飾である。起動輪・誘導輪・転輪は2cm厚の鉄板の切り出しを溶接。サスペンションは実車の構造に基づき可動。履帯は実物を型取りして鋳造複製。フォード社製V型8気筒5,000ccガソリンエンジンと3速ATミッションを搭載。重量は約3トン。最高速度30km/h。

## バリエーション
九五式軽戦車 初期型（前期型）
副武装が口径 6.5 mmの九一式車載軽機関銃×2。前部フェンダーが短い。後に7.7 mm機銃に変更。
九五式軽戦車 中期型以降
車体前部の突出した起動輪基部に補強部材を追加。
九五式軽戦車 後期型
主砲を九四式三十七粍戦車砲から九八式三十七粍戦車砲に変更。
九五式軽戦車 北満型
中国北部のコーリャン畑を走行する際、転輪の間隔と畑の段々が偶然一致していてはまり込んでしまい、機動性を低下させたため、接地転輪の間に小転輪を追加したもの。しかし一説にはあまり効果がなかったともいわれる。
九五式軽戦車 指揮車型
無線装置用の鉢巻式アンテナ（背の高いタイプと低いタイプの2種類が存在）を砲塔に装備した型。主に連隊本部に配備され、指揮車として使用された。
三式軽戦車 ケリ
本車の砲塔にそのまま九七式中戦車に搭載された短砲身57 mm戦車砲を搭載したもの。
四式軽戦車 ケヌ
常人では砲塔にすら入れなかったケリ車に代わり、砲塔リング径を大きくして九七式中戦車の旧型砲塔を載せたもの。
九五式軽戦車 ケニ車砲塔装備型
攻撃力増強の為の計画車輌。
九五式軽戦車 ケト車砲塔装備型
攻撃力増強の為の計画車輌。
試製四式十二糎自走砲 ホト
本車の車体に三八式十二糎榴弾砲をオープントップ戦闘室形式で搭載した車輌。
試製五式四十七粍自走砲 ホル
一式四十七粍戦車砲II型を固定式に装備し、ドイツの駆逐戦車（コンセプトや形状はイタリアのセモヴェンテ da 47/32に似ていた）的性質を持たせた車輌。1945年（昭和20年）に試作車1輌と量産車数輌が完成するも、実戦に使われること無く終戦を迎えた。
九五式軽戦車 試製四十七粍（短）戦車砲搭載型
砲塔を改修して試製四十七粍（短）戦車砲に換装したもの。1945年（昭和20年）の計画車輌。
その他
生産台数が日本戦車中最も多かった本車には、現地改造と思われる非公式な車輛も多い。ラバウルでは主砲を木製ダミーに換え車体左前部に火炎放射器を装備したもの（火炎放射器の燃料ボンベは機関室側面に剥き出しで積載）、インドシナでは砲塔および車体前部に部隊単位で追加装甲を溶接したもの、砲塔側面に発煙筒（単装、連装、4連装など）を装備したもの、ビルマのメイッティーラでは、砲塔を撤去してクレーンを装備した野戦力作機が確認されている。その他、泥よけ・フェンダーなどの細部に改修を加えられた車輛は非常に多い（参照：「日本の戦車と装甲車輌」）。
特二式内火艇
陸戦隊用の水陸両用戦車で、改造型ではないが九五式軽戦車が開発母体となり、多くの部品が流用された。
 - 火炎放射ハ号

## 登場作品

### 映画・テレビドラマ
『硫黄島からの手紙』
硫黄島に上陸してきたアメリカ海兵隊に対して高所から砲撃を行う。
『ザ・パシフィック』
ペリリュー島での戦闘に登場。オーストラリア製の撮影用プロップであるが、後に日本に輸入されている。

### 漫画・アニメ
『GS美神 極楽大作戦!!』
日本軍の遺産として登場。取り憑かれた横島が搭乗して主砲を発射する。
『ガールズ&パンツァー 劇場版』
知波単学園の車両として登場。
『こちら葛飾区亀有公園前派出所』
75巻1話「音声予約でコンニチハ!の巻」のラストに登場。大原部長が乗り込み派出所を襲撃する。

### ゲーム
『Enlisted』
日本軍の兵器「Ha-Go」として登場し、使用可能。日本語の機体説明欄では「九五式軽戦車-ハゴ車」の名称になっている。
『R.U.S.E.』
日本の軽戦車として登場。
『War Thunder』
日本陸軍ツリーの軽戦車として九五式軽戦車の名称で登場、現在はランクIIを開発することで手に入る。また、課金戦車として迷彩を施し発煙弾発射機を増設した車両が「Ha-Go Commander」の名称で登場。
『World of Tanks』
日本軽戦車「Type 95 Ha-Go」として開発可能。

### 小説
『日本国召喚』
外伝1巻に日本陸軍第〇軍の装備として登場。漫画版5巻でも魔王ノスグーラの記憶の中に登場している。
『レイテ驀進1 逆襲の機動部隊』
水戸益荒男少尉が車長を務める1両がフィリピン海岸沿いを哨戒中にゲリラから攻撃を受け、砲塔後部の九七式車載重機関銃を使用して5人中4人を撃ち倒す。その後、降伏した1名を尋問している最中にアメリカ海軍の潜水艦から攻撃を受けるが、躍進射で反撃を行い、潜水艦の主砲を破壊する。